# Franța
Franța (în franceză [la] France, ), recunoscută în mod oficial ca Republica Franceză (în franceză République française, pronunție în franceză [ʁepyblik fʁɑ̃sɛz]), este o republică constituțională unitară având un mod de guvernare semi-prezidențial, mare parte din teritoriul său și din populație fiind situată în Europa de Vest, dar care cuprinde și mai multe regiuni și teritorii răspândite în toată lumea. Capitala sa este orașul Paris, limba oficială este franceza iar moneda este euro. Deviza națională este „Libertate, egalitate, fraternitate” (în franceză Liberté, Égalité, Fraternité), iar drapelul Franței este format din trei benzi verticale colorate, respectiv în albastru, alb, roșu. Imnul național este La Marseillaise.
În timpul epocii fierului, zona ce reprezintă astăzi Franța a fost locuită de gali, un popor celtic. Roma a anexat zona în anul 51 î.Hr. și a deținut regiunea până în anul 486, când francii (un popor germanic) au cucerit regiunea și au format Regatul Franței. Franța a devenit o mare putere europeană în Evul Mediu, în urma victoriei din războiul de o sută de ani (1337-1453). În perioada renașterii, cultura franceză a înflorit, iar Franța a pus bazele unui imperiu colonial global, care urma ulterior să devină al doilea cel mai mare din lume. Secolul al XVI-lea a fost dominat de către războaie civile și religioase, între catolici și protestanți (hughenoți). Sub Ludovic al XIV-lea, Franța a devenit puterea culturală, politică și militară dominantă a Europei. În secolul al XVIII-lea, Revoluția franceză a răsturnat monarhia absolută, a dezvoltat una dintre cele mai vechi republici din istoria modernă și a elaborat Declarația Drepturilor Omului și ale Cetățeanului, care exprimă idealurile unei națiuni inclusiv în ziua de astăzi.
În secolul al XIX-lea, Napoleon I a preluat puterea și a creat Primul Imperiu Francez, care prin războaiele napoleoniene a schimbat istoria Europei continentale. După prăbușirea imperiului, Franța a trecut printr-o perioadă tumultuoasă, având o succesiune de guverne ce a dus într-un final în 1870 la înființarea celei de-a Treia Republici Franceze. Franța a fost un participant major în Primul Război Mondial, din care a ieșit victorioasă, și a fost una dintre Puterile Aliate în Al Doilea Război Mondial, dar a intrat sub ocupația puterilor Axei în 1940. În urma eliberării, în 1944, a fost creată A Patra Republică Franceză, ulterior dizolvată în cursul Războiului din Algeria. A Cincea Republică, condusă de Charles de Gaulle, a fost înființată în 1958 și există până în ziua de astăzi. Algeria și aproape toate celelalte colonii au devenit independente în anii 1960, dar au păstrat legături economice și militare cu Franța.
Franța este o putere nucleară, este unul dintre cei cinci membri permanenți ai Consiliului de Securitate al Națiunilor Unite și membru NATO. De asemenea, Franța este membră a G7, G20, a zonei euro, a spațiului Schengen și găzduiește sediile Consiliului Europei, Parlamentului European și UNESCO. Franța joacă un rol important în istoria mondială prin intermediul influenței exercitate de cultura sa, de limba sa și de valorile democratice, seculare și republicane pe care le-a promovat în ultimele două secole.
Franța este a doua putere economică europeană și a cincea putere economică mondială. Economia sa de tip capitalist o face să fie unul dintre liderii mondiali în sectoarele agroalimentar, aeronautic, al automobilelor, al produselor de lux⁠(fr)[traduceți], al turismului⁠(fr)[traduceți] și în cel al energiei nucleare⁠(fr)[traduceți], aceasta în ciuda unor politici de intervenționism⁠(fr)[traduceți] destul de puternice⁠(fr)[traduceți].
Cu 66,6 milioane de locuitori la 1 ianuarie 2014, Franța este o țară dezvoltată, cu un indice al dezvoltării umane foarte ridicat.

## Geografia

### Așezare și frontiere

Hartă fizică simplificată a Franței metropolitane

Franța metropolitană se află la una dintre extremitățile vestice ale Europei. Are ieșire la Marea Nordului către nord, la Canalul Mânecii către nord-vest, la Oceanul Atlantic către vest și la Marea Mediterană către sud-est. Se învecinează cu Belgia și Luxemburg la nord-est, cu Germania și Elveția la est, cu Italia și cu Monaco la sud-est, cu Spania și cu Andorra la sud-vest.
Dacă frontierele sudice ale țării corespund unor creste montane, frontierele nord-estice nu corespund, aproape deloc, vreunor limite geografice fizice sau lingvistice.
Franța metropolitană cuprinde mai multe insule, cea mai mare fiind Corsica, multe fiind, însă, mici insule de coastă. Metropola se încadrează între paralelele de 42°19'46" N și 51°5'47" N, și între meridianele de 4°46' V și 8°14'42" E.
Franța este formată, însă, și din numeroase teritorii aflate în afara continentului european, denumite în vorbirea curentă „teritorii de peste mări” (în franceză territoires d’outre-mer, prescurtat „DOM-TOM”), ceea ce face ca Franța să aibă teritorii în toate oceanele lumii cu excepția celui Arctic.
Aceste teritorii au diverse statute în cadrul organizării administrativ-teritoriale a Franței și sunt situate astfel:
- pe continentul sud-american: Guyana Franceză;
- în Oceanul Atlantic: Saint-Pierre-et-Miquelon și, în Antile, la Guadelupa, Martinica, Saint-Martin și Saint-Barthélemy;
- în Oceanul Pacific: Polinezia Franceză, Noua Caledonie, Wallis și Futuna și Clipperton;
- în Oceanul Indian: Réunion, Mayotte, Îles Éparses, Insulele Crozet, Insulele Kerguelen și Saint-Paul și Amsterdam⁠(d);
- în Antarctica: Țara Adélie.[d]

Prin intermediul teritoriilor de peste mări, Franța deține, astfel, și frontiere terestre cu Brazilia, cu Surinam și cu Regatul Țărilor de Jos prin partea franceză a insulei Saint-Martin.
Suprafața Franței metropolitane este de 552.000 km², cu o densitate de aproximativ un locuitor pe hectar. Luând în calcul și totalitatea teritoriilor de peste mări, Franța are o suprafață totală de 675.000 km².
Franța este a 42-a țară din lume ca mărime a suprafeței terestre și a treia cea mai mare țară din Europa, după Rusia și Ucraina, deși, dacă se iau în calcul teritoriile de peste mări, este mai întinsă ca Ucraina, fiind, totodată, și cea mai întinsă țară a Uniunii Europene.
Teritoriul metropolitan continental are o lungime de circa 1.000 km de la nord la sud și de la est la vest.
Lungimea totală a țărmurilor, incluzând aici și teritoriile de peste mări, este de 8.245 km.

### Geologie, relief și hidrografie

Geologia Franței

Teritoriul metropolitan al Franței oferă forme de relief și peisaje naturale deosebit de variate. Mari părți din teritoriul actual al Franței s-au înălțat de-a lungul mai multor episoade tectonice, în special în orogeneza hercinică din paleozoic, care stă la originea masivelor Armorican, Central, Morvan, Vosgi, Ardeni și Corsican. Munții Alpi, Pirinei și Jura sunt mult mai tineri, și sunt mai puțin erodați — Alpii ating 4.810 m altitudine în Mont Blanc (cel mai înalt punct al Franței). Deși 60% din comunele Franței sunt clasificate ca având risc seismic, acest risc rămâne unul moderat.
Aceste masive delimitează mai multe bazine sedimentare, cele mai mari fiind bazinul Aquitaniei în sud-vest și Bazinul Parisului în nord — acesta din urmă cuprinzând mai multe regiuni cu soluri deosebit de fertile, în special platourile cu soluri acide din Beauce și Brie. În rest, diferite căi naturale de trecere, cum ar fi valea Ronului, permit comunicații facile. Zonele litorale oferă și ele peisaje diverse: maluri abrupte ale masivelor muntoase (Coasta de Azur, de exemplu), câmpii ce se termină cu faleze (Coasta de Alabastru), regiuni umede și forestiere, cum ar fi Sologne sau mari câmpii nisipoase (Câmpia Languedoc).
Rețeaua hidrografică a Franței este, în principal, drenată de patru mari fluvii: Loara, Sena, Garonne și Ron, la care se mai pot adăuga și Meuse și Rinul, mai puțin importante pentru Franța, dar fluvii majore la nivel european. Bazinele hidrografice ale primelor patru acoperă peste 62% din teritoriul metropolitan.
Franța dispune de 11 milioane de km² de ape marine teritoriale, în trei oceane, 97% din această suprafață fiind asociată teritoriilor de peste mări.

### Clima

Hartă a principalelor zone climatice din Franța

Clima Franței metropolitane este una temperată, influențată de anticiclonul Azorelor, ca și restul Europei de Vest, cu variante regionale sau locale destul de însemnate. Tipologia actuală reține șase mari zone climatice:
- sfertul nord-vestic al țării aparține zonei bretone, cu nuanțe pariziene și flamande; aceasta este caracterizată printr-un regim de temperatură blând, cu variații reduse de temperatură și cu precipitații relativ importante;
- la sud de aceasta, zona aquitană, cu aceleași caracteristici ca și zona bretonă, dar cu temperaturi mai ridicate;
- în nord-estul țării, zona Lorenei deține caracteristici semicontinentale, cu ierni reci și precipitații mai reduse decât în vest;
- pe coasta Mării Mediterane, zona provensală este caracterizată prin numeroase zile însorite, cu veri calde și uscate și cu ierni blânde și umede;
- între zona Lorenei și cea provensală se află zona dunăreană cu rol de zonă de tranziție, cu variații mari de temperatură;
- zona montană, ce corespunde regiunilor de altitudini ridicate, este caracterizată prin ierni reci și umede, cu precipitații nivale importante.

Mare parte din teritoriile de peste mări este, în schimb, dominată de clima tropicală (de intensitate variabilă), excepție făcând Guyana franceză (climă ecuatorială), Saint-Pierre-et-Miquelon (climă temperat-oceanică) și teritoriile australe și antarctice franceze (cu climă polară și temperat-oceanică).
Franța metropolitană se confruntă și cu evenimente climatice cu consecințe importante: furtuni (cele din decembrie 1999⁠(fr)[traduceți] au doborât 7% din copacii din pădurile franceze), canicule (canicula din 2003 din Europa soldându-se cu 15.000 de morți), incendii și inundații.
Temperatura medie în Franța a crescut cu 0,1 °C în medie pe deceniu de-a lungul secolului al XX-lea.

### Peisajele și mediul
Franța metropolitană beneficiază de o largă varietate de peisaje: câmpii agricole sau împădurite, lanțuri montane mai mult sau mai puțin erodate, litoraluri diversificate și văi cu orașe amestecate cu spații neo-naturale. Franța de peste mări conține și ea o importantă biodiversitate (de exemplu, în pădurile ecuatoriale franco-guyaneze sau în lagunele Noii Caledonii). Franța este una dintre cele mai împădurite țări din Europa Occidentală, pădurile ocupând 28% din suprafața țării.

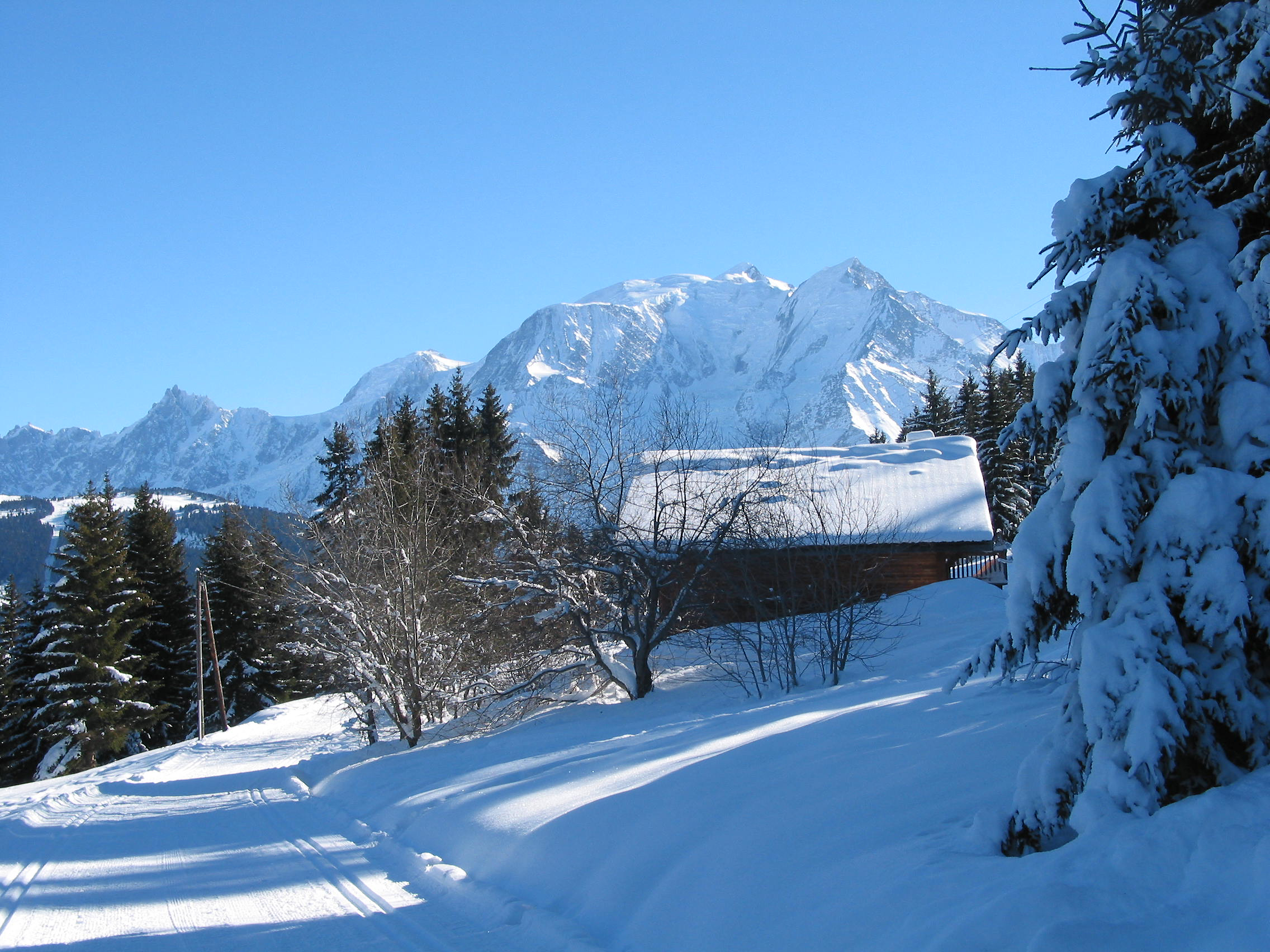
Masivul alpin Mont Blanc.
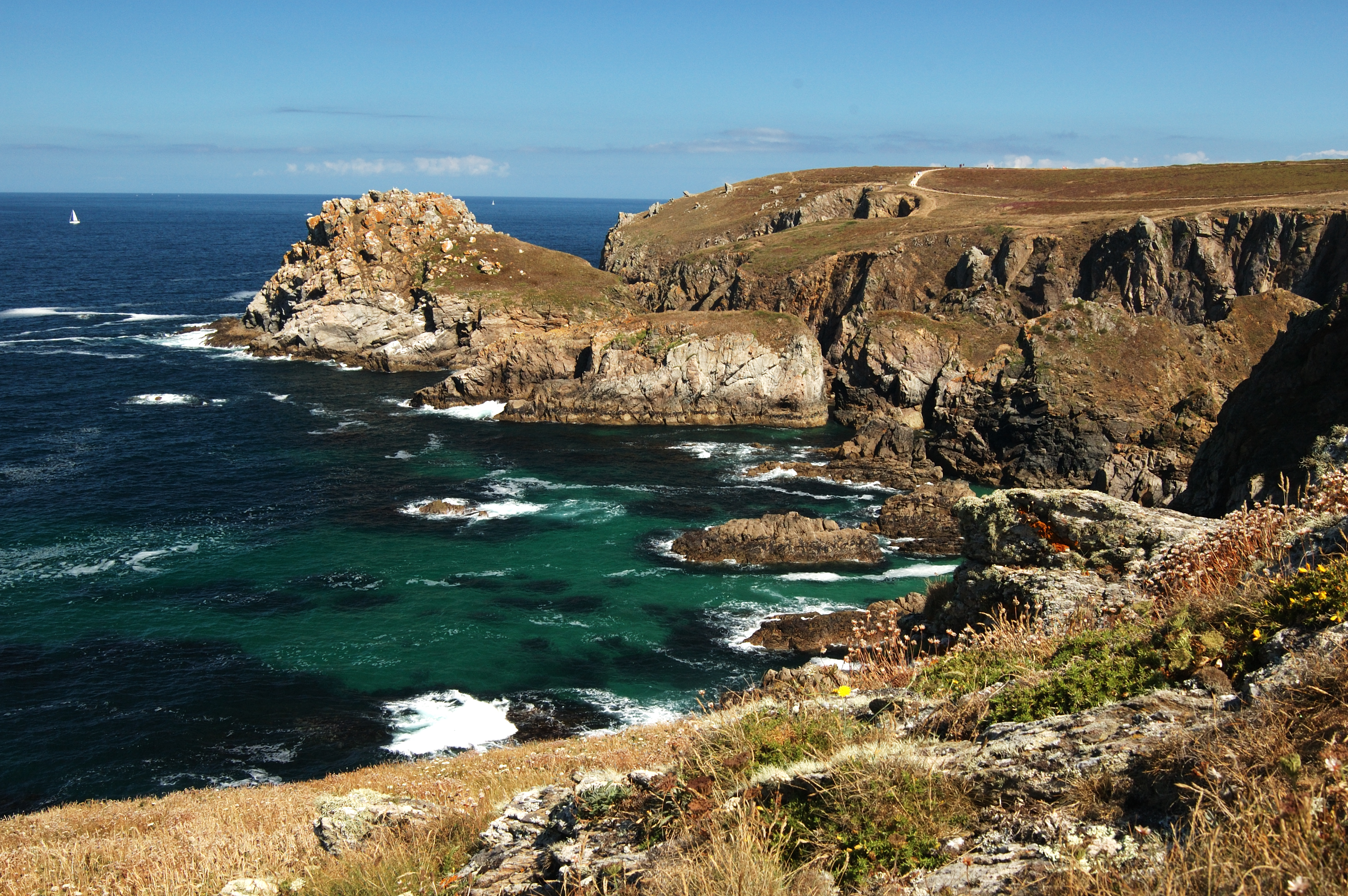
Pointe du Van⁠(fr)[traduceți], extremitatea vestică a Bretaniei.
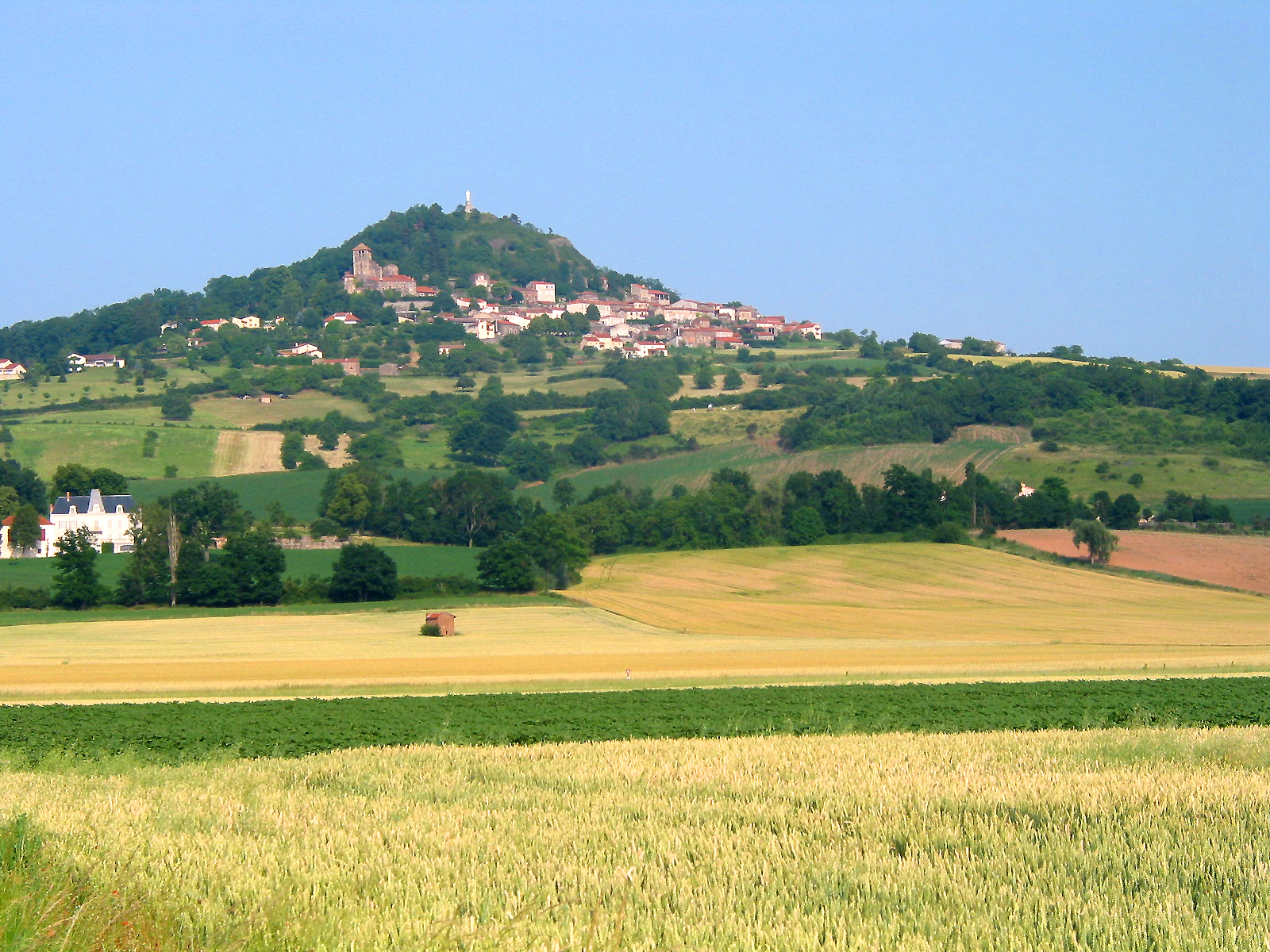
Satul Usson, aflat pe pantele unui con vulcanic stins din Masivul Central.
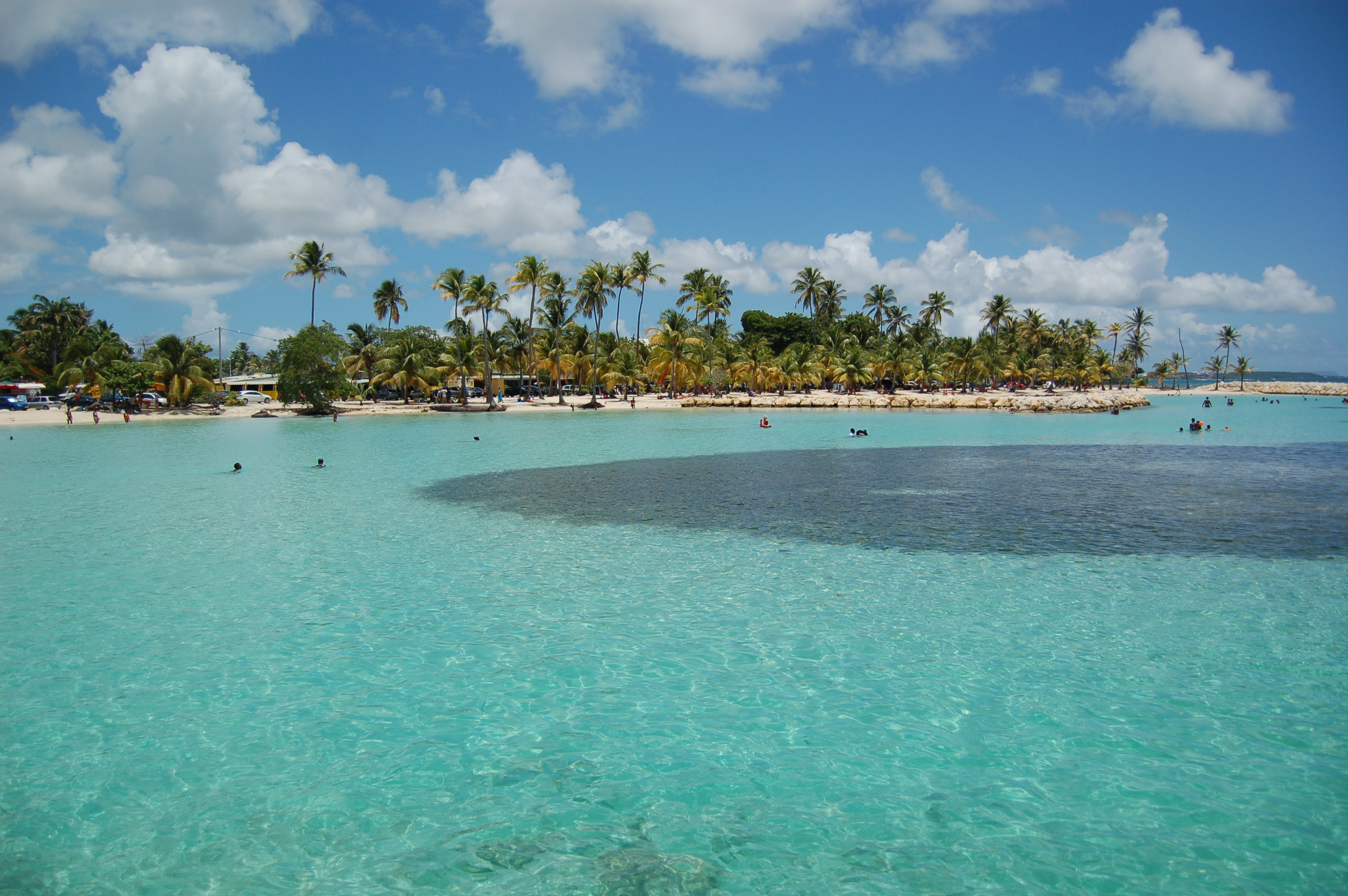
Plaja Sainte-Anne, în Guadelupa.
Golful Mont Saint-Michel din Normandia.
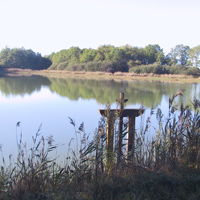
Iazurile și pădurile din Sologne.

Această diversitate a peisajelor și a ecosistemelor este amenințată de fragmentarea ecologică⁠(fr)[traduceți] (cauzată de densa rețea de căi de comunicații rutiere), de antropizarea zonelor de coastă și de poluarea apelor și solului. O treime din apele de suprafață sunt de calitate rea spre foarte rea, în principal, din cauza poluării industriale; poluarea agricolă în legătură cu utilizarea îngrășămintelor și pesticidelor a contribuit și ea la deteriorarea calității pânzelor freatice în mai multe regiuni, în Bretania, în special. Litoralizarea⁠(fr)[traduceți] populației și a activităților ei determină o intensificare și o îndesire a construcțiilor de pe malul mării, în ciuda Legii Litoralului⁠(fr)[traduceți] din 1986 și a intervenției Conservatoire du littoral⁠(fr)[traduceți] și în ciuda caracterului inundabil al anumitor sectoare. În ceea ce privește infrastructura de transport, în special cea rutieră, ea expune pe vecinii ei la o poluare atmosferică, sonoră și vizuală considerabilă.
Cu toate acestea, instituțiile publice încearcă de mai multe decenii să răspundă acestor provocări. Rezervațiilor naturale⁠(fr)[traduceți] și parcurilor naționale⁠(fr)[traduceți] li s-a adăugat, din 1968, și categoria parcurilor naturale regionale⁠(fr)[traduceți], care combină acțiunile de conservare cu cele de punere în valoare a patrimoniului natural și cultural și care, în 2007, acopereau 13% din teritoriul francez. Au fost înființate agenții pentru apă⁠(fr)[traduceți] pentru a proteja și a garanta resursele de apă ale țării. Datorită unei politici de limitare a utilizării produselor petroliere și datorită importanței energiei nucleare, emisiile de CO2 pe cap de locuitor ale Franței sunt mai scăzute decât cele ale vecinilor săi europeni, și a fortiori decât cele ale SUA. Cu toate acestea, conform unui studiu al Ministerului Mediului, Energiei, Dezvoltării Durabile și Mării⁠(fr)[traduceți] publicat în 2010, „în mai multe puncte, bilanțul ecologic rămâne îngrijorător, cu tendințe de deteriorare”.

### Repartiția spațială a populației și a activităților sale
+ 5.000–loc./km² ²
     de la 300 la 1.000 loc./km²
     de la 100 la 250 loc./km²
     de la 70 la 100 loc./km²
     de la 40 la 70 loc./km²
     - 40 loc./km²

Hartă de sinteză a repartiției populației în Franța în 2010. Sunt indicate densitățile populației pe departament, cele 18 arii urbane de peste 400000 de locuitori, linia Le Havre-Marsilia și limitele aproximative ale așa-numitei „fr”.
+
de la 300 la
de la 100 la
de la 70 la
de la 40 la

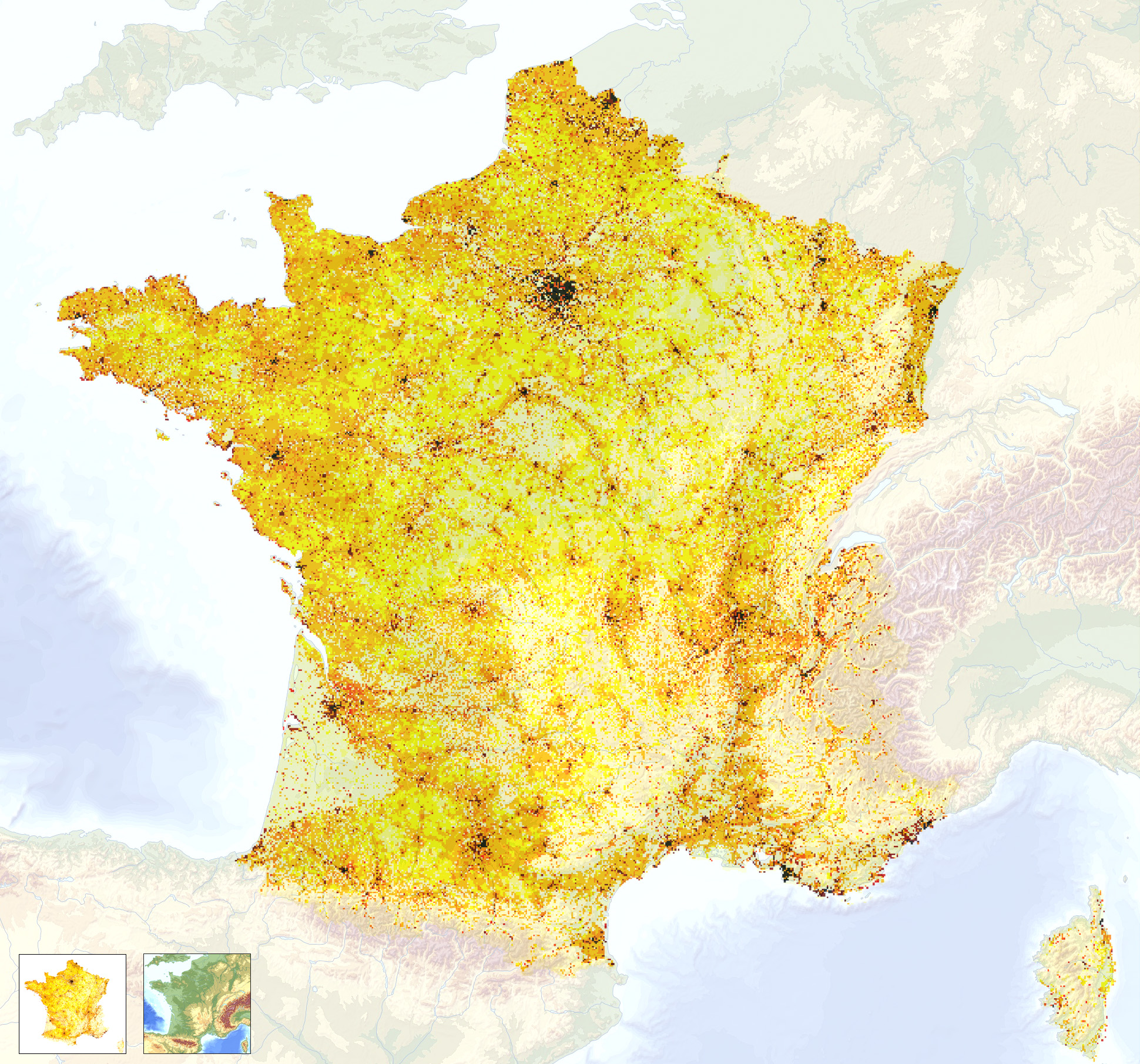
Relieful și densitatea populației pe km² în 2001.

Franța metropolitană este marcată de multiple dezechilibre spațiale. Pe de o parte, ea este originală prin faptul că are o capitală de șase ori mai populată decât a doua arie urbană a țării, și care grupează un sfert din studenți și aproape toate sediile centrale ale marilor companii ale țării. Pe de altă parte, linia Le Havre–Marsilia este adesea considerată a fi limita între un vest rămas de multă vreme agrar și care, astăzi, beneficiază de o importantă dezvoltare demografică și economică, și un est industrializat și de multă vreme urbanizat. În cele din urmă, de la departamentul Ardenilor în nord-est până la departamentul Landes în sud-vest se observă o „diagonală a densității reduse⁠(fr)[traduceți]”, care prin comparație cu restul țării secaracterizează printr-un grad redus de populare și printr-o economie, adesea, în dificultate.
După un îndelungat exod rural în secolul al XIX-lea și până în a doua jumătate a secolului al XX-lea, sporul migratoriu al zonelor rurale franceze a redevenit pozitiv în anii 1990. Creșterea populației urbane are loc predominant în zonele periurbane, din ce în ce mai îndepărtate de aglomerația centrală. Tabelul de mai jos listează cele mai mari orașe ale Franței, în funcție de populația ariei metropolitane.
| Cele mai mari orașe din Franța | Cele mai mari orașe din Franța | Cele mai mari orașe din Franța | Cele mai mari orașe din Franța | Cele mai mari orașe din Franța | Cele mai mari orașe din Franța | Cele mai mari orașe din Franța | Cele mai mari orașe din Franța | Cele mai mari orașe din Franța | Cele mai mari orașe din Franța |
|                                | Loc                            | Numele orașului                | Regiune                        | Pop.                           | Loc                            | Numele orașului                | Regiune                        | Pop.                           |                                |
| ------------------------------ | ------------------------------ | ------------------------------ | ------------------------------ | ------------------------------ | ------------------------------ | ------------------------------ | ------------------------------ | ------------------------------ | ------------------------------ |
| Paris Lyon                     | 1                              | Paris                          | Île-de-France                  | 12.223.100                     | 11                             | Grenoble                       | Ron-Alpi                       | 669.595                        | Marsilia Toulouse              |
| Paris Lyon                     | 2                              | Lyon                           | Ron-Alpi                       | 2.165.785                      | 12                             | Rouen                          | Normandia Superioară           | 652.898                        | Marsilia Toulouse              |
| Paris Lyon                     | 3                              | Marsilia                       | Provence-Alpi-Coasta de Azur   | 1.718.281                      | 13                             | Toulon                         | Provence-Alpi-Coasta de Azur   | 606.947                        | Marsilia Toulouse              |
| Paris Lyon                     | 4                              | Toulouse                       | Midi-Pirinei                   | 1.232.398                      | 14                             | Montpellier                    | Languedoc-Roussillon           | 549.491                        | Marsilia Toulouse              |
| Paris Lyon                     | 5                              | Lille                          | Nord-Pas-de-Calais             | 1.158.306                      | 15                             | Lens                           | Nord-Pas-de-Calais             | 542.918                        | Marsilia Toulouse              |
| Paris Lyon                     | 6                              | Bordeaux                       | Aquitania                      | 1.127.776                      | 16                             | Avignon                        | Provence-Alpi-Coasta de Azur   | 511.277                        | Marsilia Toulouse              |
| Paris Lyon                     | 7                              | Nisa                           | Provence-Alpi-Coasta de Azur   | 1.001.295                      | 17                             | Saint-Étienne                  | Ron-Alpi                       | 508.847                        | Marsilia Toulouse              |
| Paris Lyon                     | 8                              | Nantes                         | Pays de la Loire               | 873.133                        | 18                             | Tours                          | Centru                         | 477.438                        | Marsilia Toulouse              |
| Paris Lyon                     | 9                              | Strasbourg                     | Alsacia                        | 761.042                        | 19                             | Clermont-Ferrand               | Auvergne                       | 463.891                        | Marsilia Toulouse              |
| Paris Lyon                     | 10                             | Rennes                         | Bretania                       | 671.845                        | 20                             | Nancy                          | Lorena                         | 434.948                        | Marsilia Toulouse              |

### Axe de comunicație și de transport
Din pricina poziției sale la răscruce, Franța este țară de tranzit. Ea este, de fapt, traversată, în mod obligatoriu, de persoanele și mărfurile care circulă pe cale terestră între peninsula Iberică și restul Europei și, după deschiderea Eurotunelului în 1994, între Regatul Unit și restul Europei. Ca o moștenire a istoriei, rețelele franceze de transport sunt foarte centralizate în jurul Parisului; această centralizare este deosebit de puternică în domeniul feroviar și aerian, deși a început să se diminueze.

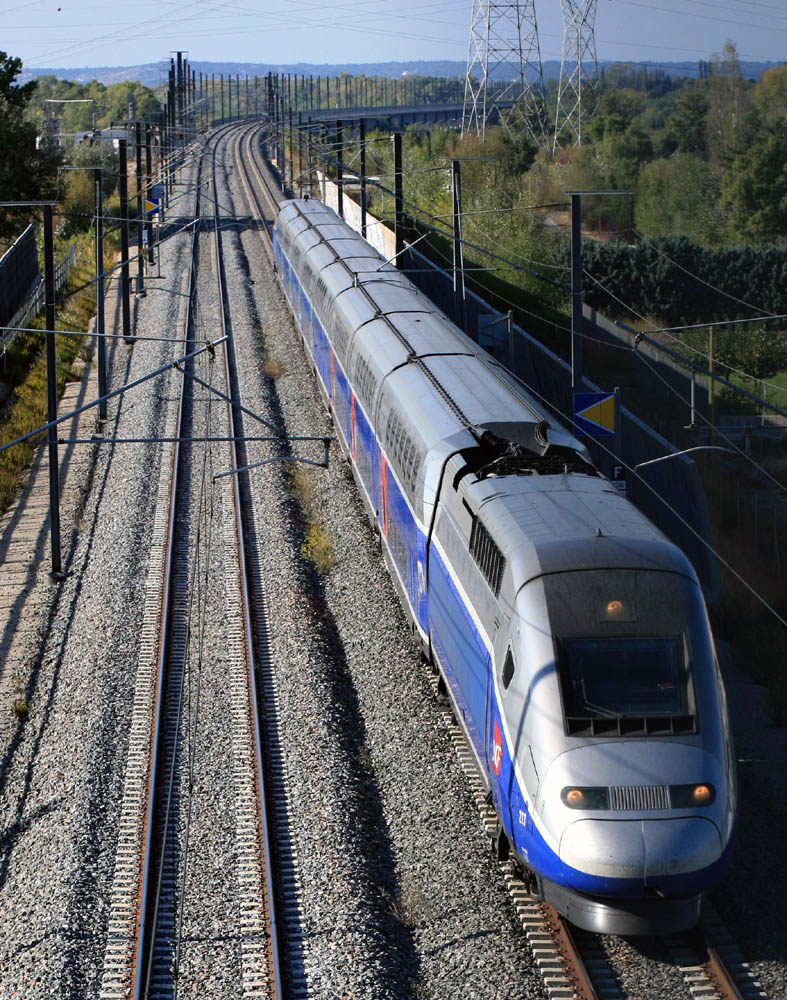
Un fr pe LGV Méditerranée

Principalul mijloc de transport utilizat în Franța este cel rutier, care, în 2007, reprezenta respectiv 86,5% și 79,9% din traficul de călători și de mărfuri. Franța numără, la nivelul anului 2005, peste un milion de kilometri de șosele, dintre care aproape toate sunt asfaltate sau pietruite. După eliberare⁠(fr)[traduceți], Franța și-a dezvoltat o rețea extinsă de autostrăzi, care, în 2007, totalizau o lungime de 10.991 km . De câteva decenii, sunt dezvoltate politici publice cu scopul reducerii accidentelor rutiere mortale, ale căror principale cauze sunt identificate ca fiind, în principal, viteza și consumul de alcool, și încearcă să reducă dependența francezilor de automobile, în beneficiul altor mijloace de transport mai puțin poluante.
Rețeaua feroviară franceză datează și ea, în mare parte, de la mijlocul și de la sfârșitul secolului al XIX-lea, ajungând să numere, în 2009, 29.473 km de linii, dintre care mai mult de jumătate sunt electrificate. Cea mai mare parte din trafic este derulată de compania publică SNCF, pe liniile care aparțin gestionarului de infrastructură Réseau ferré de France⁠(fr)[traduceți] (RFF). Începând cu anii 1980, traficul de călători în Franța metropolitană este în creștere, mulțumită, pe de o parte, preluării de către regiuni a gestionării traficului regional și local, dar mai ales apariției rețelei continue a liniilor de mare viteză parcurse de TGV. Pe de altă parte, principalele orașe ale țării sunt dotate cu o rețea feroviară urbană, de tip metrou, tramvai sau expres regional (RER); Metroul din Paris, înființat în 1900, formează una dintre cele mai dense rețele din lume.
În ceea ce privește transportul aerian, acesta este deosebit de centralizat: cele două aeroporturi pariziene — Roissy-Charles-de-Gaulle și Orly — au deservit în 2008 peste 87 de milioane de călători, în vreme ce principalul aeroport din provincie, Nisa-Coasta de Azur, a deservit doar puțin mai mult de 10 milioane. Aeroporturile din provincie fac, de fapt, concurență TGV-ului pentru trafic intern, în vreme ce aeroporturile pariziene adună cvasi-totalitatea traficului de cursă lungă. Franța este locul unde funcționează una dintre cele mai mari companii aeriene din lume, în termeni de pasageri transportați (Air France-KLM) și unde funcționează primul constructor aeronautic civil (Airbus) din Europa.
În Franța se mai utilizează și alte mijloace de transport, dar ele sunt marginale. Traficul fluvial asigură o parte neglijabilă din traficul de călători și una secundară din traficul de mărfuri, în special din cauza neadaptării unei mari părți din rețea la traficul modern. Traficul maritim este mai important, dar porturile Dunkerque, Le Havre, Nantes - Saint-Nazaire⁠(fr)[traduceți] și Bordeaux sunt foarte mici comparativ cu rivalele lor de la Marea Nordului, cum sunt Rotterdam sau Anvers; numai portul Marsilia este comparabil cu marele porturi ale lumii, fiind cel mai mare port de la Marea Mediterană în termeni de tonaj expediat. Astăzi, bicicleta cunoaște o nouă tinerețe, în special datorită preocupărilor ecologiste ale francezilor și datorită înființării sistemelor de închiriat biciclete în mai multe orașe ale țării.

## Istoria

Evoluția teritorială a Franței metropolitane, din 985 până în 1947

Franța actuală ocupă mare parte din fostele Galii celtice, cucerite de Iulius Cezar în secolul I î.e.n., dar numele și-l ia de la franci, un popor germanic care s-a instalat acolo începând cu secolul al V-lea. Franța este un stat unificat de mult timp și a fost una din primele țări ale epocii moderne care să încerce să experimenteze un regim democratic.

### Preistorie, protoistorie și antichitate
Prezența omenească pe teritoriul actual al Franței datează din paleoliticul inferior; cele mai vechi urme de viață umană datează de acum circa 1.800.000 de ani. Pe atunci, omul se confrunta cu o climă dură și schimbătoare, marcată de mai multe ere glaciare care i-au modificat mediul de viață. În Franța se găsesc numeroase peșteri pictate⁠(fr)[traduceți] din paleoliticul superior, dintre care una dintre cele mai celebre este cea din Lascaux (departamentul Dordogne, cu picturi rupestre vechi de circa 18.000 de ani).
Aproximativ 10.000 de ani în urmă, la sfârșitul ultimei ere glaciare, clima s-a îmblânzit. Cam de acum 7.000 de ani, această parte a Europei de Vest a intrat în neolitic și locuitorii ei s-au sedentarizat, chiar dacă evoluția aceasta a variat de la regiune la regiune. După o puternică dezvoltare demografică și agricolă în mileniile al IV-lea și al III-lea î.e.n., metalurgia și-a făcut apariția la sfârșitul mileniului al III-lea, întâi cu meșteșugul prelucrării aurului, cuprului și bronzului, apoi a fierului - în secolul al VIII-lea î.e.n.
În preajma anului 600 î.e.n., grecii originari din orașul Phocaea din Asia Mică au înființat colonia Masalia (astăzi, orașul Marsilia), pe țărmul Mediteranei; în aceeași perioadă, câteva popoare celtice au pătruns pe teritoriul Franței actuale, dar această ocupație nu s-a generalizat asupra întregului teritoriu decât între secolele al V-lea și al III-lea î.e.n. Astfel a apărut noțiunea de „Galia”, corespunzătoare teritoriilor populate de celți între Rin, Atlantic și Mediterana. Galia era pe atunci o țară prosperă, ale cărei părți sudice au fost din ce în ce mai mult supuse influențelor grecești și apoi romane.
Începând cu anul 125 î.e.n., sudul Galiei a fost cucerit, încetul cu încetul, de Republica Romană, care a înființat aici orașele Aix-en-Provence, Toulouse și Narbonne. În 58 î.e.n., Iulius Cezar s-a lansat într-o campanie de cucerire a întregii Galii și a înăbușit, în 52 î.e.n.. o revoltă condusă de căpetenia galică Vercingetorix. Noile teritorii au fost împărțite de Augustus în nouă provincii romane, dintre care principalele au fost Gallia Narbonensis în sud, Aquitania în sud-vest, Gallia Lugdunensis în centru și Belgica în nord. În perioada galo-romană au fost înființate numeroase orașe, printre care Lyon, denumită capitală a Galiilor; acestea erau concepute după tipicul orașelor romane, cu un forum⁠(fr)[traduceți], un amfiteatru⁠(fr)[traduceți], circ⁠(fr)[traduceți], teatru și thermae. Religia romană s-a suprapus peste cultul celtic, fără a-l face pe acesta din urmă să dispară, divinitățile de diferite origini contopindu-se, încet-încet, până la formarea unui unic sincretism.
În secolul al III-lea e.n., Galia romană a trecut printr-o gravă criză, limesul, frontiera fortificată care apăra Imperiul de incursiunile germanice, fiind rupt în mai multe rânduri de către barbari. În acea perioadă, puterea romană părea șubrezită: în 260 s-a proclamat un imperiu al galilor care a scăpat de sub controlul roman până în 274. Cu toate acestea, situația s-a îmbunătățit în prima jumătate a secolului al IV-lea, care a fost o perioadă de reînnoire și prosperitate pentru Galia. În 312, împăratul Constantin cel Mare s-a convertit la creștinism; creștinii, persecutați până atunci, s-au înmulțit. Dar invaziile barbare s-au reluat începând cu a doua jumătate a secolului al IV-lea; la 31 decembrie 406, vandalii, suebii și alanii au trecut Rinul și au traversat Galia până în Spania. La mijlocul secolului al V-lea, alemanii și francii, două popoare păgâne, s-au instalat în nord-estul Franței de astăzi și au exercitat o puternică presiune asupra generalilor romani care rezistau cu greu în nord-estul Galiei.

### Apariția, crizele și transformările Regatului Franței de-a lungul Evului Mediu

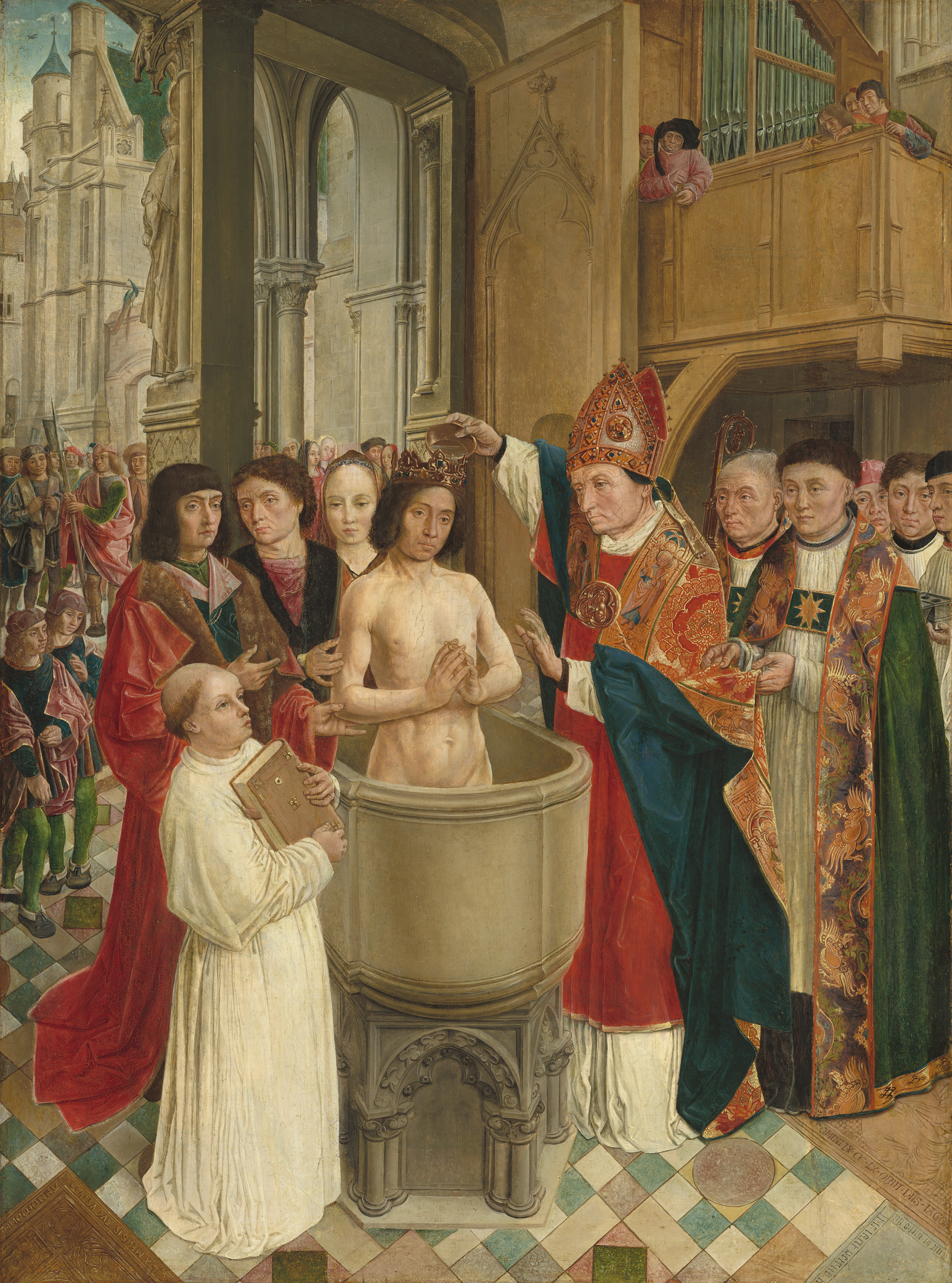
Botezul lui Clovis, reprezentat în Sainte-Chapelle din Paris (anonim)

După scindarea Imperiului Roman, convertirea la creștinism a căpeteniei france Clovis a făcut din el un aliat al Bisericii creștine și i-a permis să cucerească, la sfârșitul secolului al V-lea și începutul secolului al VI-lea, mare parte din Galia. Fuziunea moștenirii galo-romane cu aporturile germanice și cu creștinismul a fost lungă și dificilă, francii constituind, la început, o societate războinică, cu practici și legi foarte îndepărtate de dreptul roman și de principiile creștine. În vreme ce scăderea demografică suferită de Regatul Franc a antrenat un declin al orașelor, creștinismul s-a instalat prin fondarea bisericilor rurale și, mai ales, a numeroaselor mănăstiri. Dacă puterea lui Clovis părea, la început, solidă, dinastia merovingiană a trebuit, totuși, să facă față unor grave dificultăți; ea s-a stins în 751, după care Pepin cel Scurt a fost uns rege al francilor, fondând dinastia carolingiană.
Pepin cel Scurt și fiul său, Carol cel Mare, au extins considerabil teritoriul regatului francilor, stat ce se întindea, la sfârșitul secolului al VIII-lea, pe o suprafață de peste un milion de kilometri pătrați. Imensul Imperiu Carolingian era controlat de o administrație centralizată cu sediul la Aachen, cu conți ce îl reprezentau pe Carol cel Mare în tot imperiul și care erau supravegheați de Missus dominicus. Carol, încoronat în 800 ca împărat al Occidentului⁠(fr)[traduceți], a relansat artele frumoase în educație, iar curtea sa de la Aachen⁠(en)[traduceți] a găzduit o activitate artistică și intelectuală de înalt nivel. Cu toate acestea, după moartea împăratului, conții și vasalii lor au început, din ce în ce mai mult, să-și facă funcțiile ereditare, iar nepoții lui Carol cel Mare și-au împărțit imperiul prin tratatul de la Verdun (843); Carol a obținut Francia occidentală, care corespunde, aproximativ, celor două treimi vestice ale Franței actuale, teritoriu ale cărui frontiere au fluctuat puțin până la sfârșitul Evului Mediu. Noul regat a trebuit, totuși, să înfrunte, în secolele al IX-lea și al X-lea, trei valuri de invazii diferite: ale musulmanilor, ale vikingilor și ale maghiarilor. În același timp, puterile foștilor conți au continuat să crească, în timp ce puterea regelui scădea; relațiile sociale au început să capete caracter feudal, caracterizat prin împărțirea societății în trei clase: clerul, nobilimea și „starea a treia”.
În 987 Hugo Capet a fost ales rege; monarhia a redevenit ereditară, iar Dinastia capețiană au domnit în Franța timp de peste 800 de ani. Totuși, primii regi capețieni nu controlau direct decât o mică parte din teritoriul francez, denumit „domeniu regal”, și câțiva din vasalii lor erau mult mai puternici decât ei. În secolul al XII-lea, puterea regală a început să se impună din nou în fața nobililor din regat, dar, începând cu anii 1150, a trebuit să se confrunte cu apariția unui „imperiu Plantagenet⁠(fr)[traduceți]”, domeniu nobiliar extrem de puternic, ce cuprindea Anglia și părțile vestice ale Franței.
Regatul capețian a atins apogeul în secolul al XIII-lea, monarhia redobândind puterea pe care o pierduse iar arta și cultura franceză au început să se afirme în Europa. Filip August (1180-1223) a reușit să cucerească mare parte din posesiunile franceze ale Plantageneților, punând capăt, pentru un timp, amenințării engleze și lărgind considerabil domeniul regal cu această ocazie. Ludovic al IX-lea (1226-1270) a acționat ca arbitru al creștinismului și a participat la cruciadele a șaptea și a opta, ceea ce a dus la canonizarea sa rapidă de către Biserica Romano-Catolică.
Secolul al XIV-lea și prima jumătate a secolului al XV-lea au găsit Franța într-o gravă criză, cu manifestări multiple. Războiul de 100 de Ani, dus contra Angliei și apărut în urma unei probleme de succesiune⁠(fr)[traduceți] la tronul Regatului Franței, a făcut ravagii în țară. Dar criza din secolele al XIV-lea și al XV-lea nu a fost una doar politică sau militară: ea a fost și demografică — Moartea Neagră a ucis, începând cu anul 1347, cel puțin o treime din populația regatului —, socială — răscoalele țărănești și urbane s-au înmulțit —, economică și religioasă. Exilului papilor la Avignon (1309-1377) i-a urmat Schisma apuseană, care a durat până în 1417.
Monarhia franceză a fost atinsă de toate aceaste crize. Pe termen scurt puterea centrală a ieșit întărită, mutându-se din valea Loarei, îmbogățindu-se cu noi instituții și întreținând o armată plătită dintr-un impozit permanent.

### Renașterea și monarhia absolutistă (secolele al XVI-lea–al XVIII-lea)

Ludovic al XIV-lea, figură emblematică a absolutismului monarhic, în timpul căruia Franța a atins apogeul influenței în politica europeană

Începând cu 1494, suveranii francezi au dus mai multe războaie în Italia și, apoi, împotriva împăratului Carol Quintul. Domniile lui Francisc I (1515-1547) și a fiului său Henric al II-lea (1547-1559) au fost marcate de o întărire a puterii regale, care tinde să devină absolutistă, și de o Renaștere literară și artistică puternic influențată de Italia.
În 1539, ordonanța de la Villers-Cotterêts a făcut limba franceză limbă administrativă și judiciară în regat. Unitatea Franței în jurul persoanei regelui a fost însă afectată în a doua jumătate a secolului al XVI-lea de probleme religioase: între 1562 și 1598, s-au succedat opt războaie religioase⁠(fr)[traduceți] între catolici și calvini. Această criză religioasă a fost dublată de una economica și mai ales politică. În 1598, regele Henric al IV-lea (1589-1610) a dat, prin Edictul de la Nantes, libertăți parțiale de cult protestanților.
Ludovic al XIII-lea (1610-1643) și miniștrii săi, Richelieu și Mazarin, au fost obligați să se confrunte cu opoziția nobilimii dornice să-și redobândească vechile privilegii. În aceeași perioadă, Franța a ieșit victorioasă din mai multe războaie (între care Războiul de Treizeci de Ani) și a început să-și formeze un prim imperiu colonial⁠(fr)[traduceți], în principal, în Noua Franță, în Antile și pe drumul spre Indii. Ludovic al XIV-lea a afirmat mai mult ca niciodată caracterul absolut al puterii sale: „Regele-Soare” se considera „locțiitor al lui Dumnezeu pe Pământ” și a ordonat construirea palatului de la Versailles, simbol al puterii sale. El s-a înconjurat de artiști și de savanți și a acționat pentru unitatea religioasă a regatului său, reluând persecuția protestanților⁠(fr)[traduceți] și revocând edictul de la Nantes. În ciuda situației financiare critice a monarhiei, Ludovic al XIV-lea a dus mai multe războaie cu o Europă coalizată împotriva sa, iar marchizul de Vauban a construit o rețea de cetăți la frontierele regatului. Deși aceste războaie au adus, la început, și victorii, mai multe înfrângeri și răspândirea foametei i-au marcat sfârșitul domniei.
Strănepotul său, Ludovic al XV-lea (1715-1774), a dus și el mai multe războaie, cu diferite rezultate. Franța a abandonat, în 1763, prin tratatul de la Paris, posesiunile din America de Nord, dar a dobândit, în același deceniu, Lorena și Corsica. În această perioadă, Franța a cunoscut o puternică revitalizare demografică și economică. Creșterea producției agricole a fost însoțită de o proto-industrializare, în special în sectorul textil, dar și de un avânt în domeniile intelectual și cultural. Ludovic al XVI-lea, care a urcat pe tron în 1774, s-a dovedit însă incapabil să găsească o soluție pentru plata datoriei monarhice și s-a văzut obligat să convoace Adunarea Stărilor Generale în 1789.

### Secolul revoluțiilor (1789 - începutul secolului al XX-lea)

Prima Republică Franceză împărțită în departemente

Delegații trimiși la Adunarea Stărilor Generale din 1789, ale căror lucrări s-au deschis la 5 mai, și-au depășit rapid atribuțiile conferite și s-au erijat într-o adunare națională constituantă. Regele nu a putut, astfel, împiedica adunarea constituantă să declare abolirea privilegiilor nobiliare în noaptea de 4 august⁠(fr)[traduceți], după care, la 26 august, să adopte o „declarație a drepturilor omului și cetățeanului”. După o tentativă de monarhie constituțională, în septembrie 1792, s-a proclamat republica, iar Ludovic al XVI-lea, acuzat de trădare, a fost ghilotinat la 21 ianuarie 1793. Franța revoluționară s-a lansat după aceea în mai mulți ani de războaie și de execuții continue, până la instaurarea directoratului în 1795.

Revoluția din 1830 ilustrată de Eugène Delacroix în La Liberté guidant le peuple

La 9 noiembrie 1799, generalul Napoleon Bonaparte a răsturnat Directoratul printr-o lovitură de stat și l-a înlocuit cu Consulatul⁠(fr)[traduceți] iar, după cinci ani, el s-a încoronat împărat al francezilor. Napoleon I a înființat sau a reformat numeroase instituții, iar multiplele sale victorii militare au făcut ca mare parte din populația europeană să se afle pe teritorii sub controlul său la începutul anilor 1810. Declinul său avea să fie însă rapid: după o efemeră abdicare, urmată de o scurtă revenire la putere, împăratul a fost învins definitiv la Waterloo, în 18 iunie 1815.
În cele ce au urmat, Franța a trecut prin a doua sa experiență de monarhie constituțională, în timpul căreia regii Ludovic al XVIII-lea (1814-1824) și mai ales Carol al X-lea (1824-1830) au readus în discuție o parte din cuceririle Revoluției. La câteva săptămâni după cucerirea Algerului⁠(fr)[traduceți], Carol al X-lea a fost detronat, în 1830, de Trois Glorieuses, o mișcare revoluționară care l-a adus pe tron pe Ludovic-Filip. Deși pe moment acesta din urmă era considerat un reformator, el a început rapid să fie contestat, în ciuda dezvoltării economice cunoscute de Franța în acea perioadă.
În februarie 1848 a izbucnit o nouă revoluție, ale cărei obiective nu mai erau doar politice, ci și sociale. Efemera a Doua Republică, instaurată atunci, a impus votul universal pentru bărbați, a abolit sclavia în colonii⁠(fr)[traduceți] și pedeapsa cu moartea pe motive politice, dar a fost răsturnată de președintele Ludovic-Napoleon Bonaparte, care s-a încoronat, în 1852, împărat .
Dacă primii ani ai celui de al Doilea Imperiu au fost ani de regim autoritar, Napoleon al III-lea a imprimat o direcție liberală, în 1860, și nu a mai împiedicat formarea unei opoziții politice, concomitent cu dezvoltarea accelerată a industriei și căilor ferate. Înfrângerea Franței în fața unei Germanii în curs de unificare, în 1870-1871, a fost un dublu punct de cotitură în istoria țării: împăratul a capitulat,în 2 septembrie 1870, la Sedan, și două zile mai târziu a fost proclamată republica, în timp ce Prusia a anexat Alsacia și Lorena.
În ciuda nașterii ei din haos, a Treia Republică Franceză a fost cel mai îndelungat regim politic cunoscut de Franța după 1789. Republicanii și-au instaurat proiectul politic pas cu pas: educația a devenit gratuită, laică și obligatorie⁠(fr)[traduceți] în 1881-1882; libertățile presei și de asociere au fost acordate în 1881; în 1884 au fost legalizate divorțul și sindicatele, iar în 1905 bisericile au fost separate de stat⁠(fr)[traduceți]. Imperiul colonial francez a ajuns să fie în 1914 al doilea din lume ca mărime, după cel britanic. Deși s-au succedat mai multe crize politice — criza boulangistă⁠(fr)[traduceți], Scandalul decorațiunilor⁠(fr)[traduceți], Scandalul Panama⁠(fr)[traduceți], afacerea Dreyfus —, principala amenințare pentru Republică a venit, totuși, din exterior, unde războiul părea din ce în ce mai iminent.

### Franța în cele două războaie mondiale

În timpul celui de al Doilea Război Mondial, teritoriul francez a fost împărțit între o „zonă ocupată” în nord și o „zonă liberă” în sud, la care se adaugă alte zone mai restrânse cu statut special

Prin jocul alianțelor, Franța a intrat în război, la începutul lunii august 1914, împotriva Germaniei, de partea Regatului Unit și a Imperiului Rus. Primul Război Mondial, soldat cu 1,4 milioane de victime în rândul francezilor și care a adus numeroase distrugeri în nord-estul țării, s-a încheiat prin armistițiul de la 11 noiembrie 1918 cu victoria Triplei Înțelegeri. În afara retrocedării Alsaciei și Lorenei, Franța a primit o parte din despăgubirile de război cuvenite prin tratatul de la Versailles și a obținut garanții de securitate, care au încetat însă în 1940, când Germania a invadat Belgia, după ce și-a reconstruit armata și a remilitarizat malul stâng al Rinului.
După câțiva ani de reconstrucție⁠(fr)[traduceți] laborioasă, marcați de un efort de atragere a imigrației și de creștere a productivității, cu scopul de a ameliora penuria de forță de muncă în minerit, în siderurgie și în industria automobilistică, Franța s-a străduit să-și recapete forța economică antebelică, astfel că, după anul 1924, a înregistrat o creștere puternică, dar de scurtă durată, fiind, însă, lovită puternic, odată cu celelalte mari puteri, de Marea Criză Economică din anii 1929-1930. Deși această criză a venit târziu, ea a fost durabilă și profundă, dificultățile economice fiind amplificate de o criză politică majoră, în ciuda speranțelor trezite de venirea la putere, în 1936, a Frontului Popular⁠(fr)[traduceți]. În cele din urmă, când Franța a declarat, la 3 septembrie 1939, război Germaniei Naziste, ea abia ieșise din cea mai grea criză pe care o cunoscuse a Treia Republică.
După opt luni fără lupte („Războiul ciudat”), Wehrmachtul a invadat, la 10 mai 1940, nord-estul Franței, iar mareșalul Philippe Pétain a cerut, la 22 iunie, armistițiul . Acesta din urmă a cerut și a obținut, la 10 iulie, puteri depline, lichidând, astfel, cea de a Treia Republică și punând bazele regimului de la Vichy, care a dus o politică conservatoare, tradiționalistă și antisemită, în colaborare cu Germania Nazistă și în ciuda acțiunilor rezistenței din interiorul și din exteriorul țării. Debarcarea Aliaților, la 6 iunie 1944, în Normandia a anunțat sfârșitul ocupației naziste și începutul eliberării Europei. În total, conflictul a dus la moartea a mai puțini militari ca cel anterior, dar victimele civile au fost numeroase – cel puțin 330.000 de victime civile dintre care 75.000 de evrei de pe teritoriul francez au fost uciși în Holocaust – iar rănile psihologice și politice (cauzate de dezastrul din 1940, de colaboraționism și, apoi, de reglările de conturi din cadrul epurărilor) s-au cicatrizat după perioade foarte îndelungate.

### După eliberare
După război, a început pentru Franța o perioadă de reînnoire. Dacă generalul de Gaulle, liderul Franței libere, nu a putut să împiedice adoptarea unei constituții apropiate de spiritul celei de a Treia Republici, perioada postbelică s-a remarcat prin înființarea unui sistem de asigurări sociale și de acordarea dreptului de vot pentru femei. A Patra Republică a ales tabăra occidentală în Războiul Rece care a început atunci, a inițiat decolonizarea Asiei și Africii și a participat la începuturile construcției europene. În același timp, Franța a început o perioadă de puternică creștere economică, pe care economistul Jean Fourastié⁠(d) avea s-o denumească „Trente Glorieuses⁠(fr)[traduceți]” ».
La 1 iunie 1958, după o gravă criză politică legată de Războiul din Algeria, generalul de Gaulle a fost învestit de către Adunarea Națională în funcția de „Președinte al Consiliului”, cu misiunea de a da republicii o nouă constituție: a Cincea Republică conferea președintelui puteri mai largi în raport cu Parlamentul. Charles de Gaulle a urmărit și a realizat decolonizarea Africii, și a afirmat independența Franței față de Statele Unite. Dar criza socială din mai 1968 a scos în față arhaismul unui regim care părea deconectat de la aspirațiile tinerilor vremurilor sale; în ciuda demisiei, în 1969, generalului de Gaulle, gaullismul⁠(fr)[traduceți] s-a menținut la putere încă cinci ani, prin figura președintelui Georges Pompidou.
În 1974 a început epoca post-gaullistă, după venirea în funcția de președinte a unei personalități de centru, Valéry Giscard d'Estaing. În timp ce Franța a intrat, puțin câte puțin, în criza anilor 1970, primii ani ai mandatului său au fost marcați de mai multe legi care au generat schimbări în societatea franceză, cum ar fi legea Veil⁠(fr)[traduceți], care legaliza avortul, sau coborârea de la 21 la 18 ani a vârstei majoratului. Dar adevăratul punct de cotitură a avut loc în 1981, când a fost ales primul președinte socialist, François Mitterrand. În fața unei situații economice în curs de agravare, acesta din urmă a încercat, la început, o politică de relansare⁠(fr)[traduceți], adoptând măsuri cu puternic accent simbolic - spre exemplu, abolirea pedepsei cu moartea⁠(fr)[traduceți]. Deși François Mitterrand a fost reales în 1988, Franța a cunoscut între 1986 și 1988 și, apoi, între 1993 și 1995 două perioade de „coabitare⁠(fr)[traduceți]”, situație până atunci inedită în care președintele nu aparține aceluiași partid ca guvernul și care a pus țara în situația unei noi interpretări a rolului instituțiilor. Această situație s-a mai reprodus și între 1997 și 2002, dar invers, după ce un președinte de dreapta, Jacques Chirac, a fost ales în 1995, și apoi alegerile legislative l-au adus pe socialistul Lionel Jospin în fruntea guvernului. Franța a adoptat în aceeași perioadă și moneda unică europeană.
Alegerile prezidențiale din 2002⁠(fr)[traduceți] au fost marcate de o surpriză electorală, marcată de eliminarea lui Lionel Jospin, încă din primul tur, în favoarea candidatului extremei drepte Jean-Marie Le Pen. Jacques Chirac a fost reales în al doilea tur, iar guvernele lui Raffarin și apoi Villepin au fost marcate prin opoziția Franței la Războiul din Irak, respingerea, prin referendum, a ratificării tratatului pentru o Constituție Europeană și de agitațiile urbane din 2005. Deși Nicolas Sarkozy, președinte al țării începând cu 2007, conducea partidul predecesorului său în momentul în care a fost ales și era membru al guvernului, politica pe care a dus-o s-a vrut una de „ruptură”. Guvernul „de deschidere” pe care l-a format François Fillon cu personalități care nu proveneau doar din zona de dreapta, ci și din centru și chiar din stânga eșicherului politic, a fost obligat, totuși, să facă față crizei economice mondiale începută în 2008-2009 în Statele Unite. La 6 mai 2012, socialistul François Hollande a fost ales președinte. După dezbateri aprinse și polemici virulente declanșate de opozanți, a fost adoptată, la 15 mai 2013, o lege prin care se legaliza căsătoria homosexuală.
În 2012, socialistul François Hollande a fost ales președinte, fiind nominalizat de partidul sau după primele alegeri primare deschise din istoria Republicii. Cu o majoritate socialistă în cele două camere ale Parlamentului pentru prima oară în a V-a Republică, el a dus o politică marcată prin creșterea fiscalității urmată de un viraj social-liberal și de deschiderea căsătoriei civile pentru cuplurile de același sex. Alegerile prezidențiale din 2017 s-au ținut după alegeri primare deschise în ambele tabere politice care dăduseră până atunci președinți ai celei de a Cincea Republici, dar s-au soldat cu eliminarea candidaților lor din primul tur. Demisionat din Partidul Socialist pentru a-și înființa propria mișcare, Emmanuel Macron, fost secretar general adjunct al cabinetului președintelui Hollande și apoi ministru al economiei, a câștigat cele două tururi de scrutin, în al doilea având ca adversar reprezentanta extremei drepte. Ales președinte la 39 de ani, el este cel mai tânăr președinte din istorie și al doilea cel mai tânăr șef de stat francez după desemnarea în 1799 a lui Napoleon Bonaparte ca prim consul (la 30 de ani).

## Politică și administrație

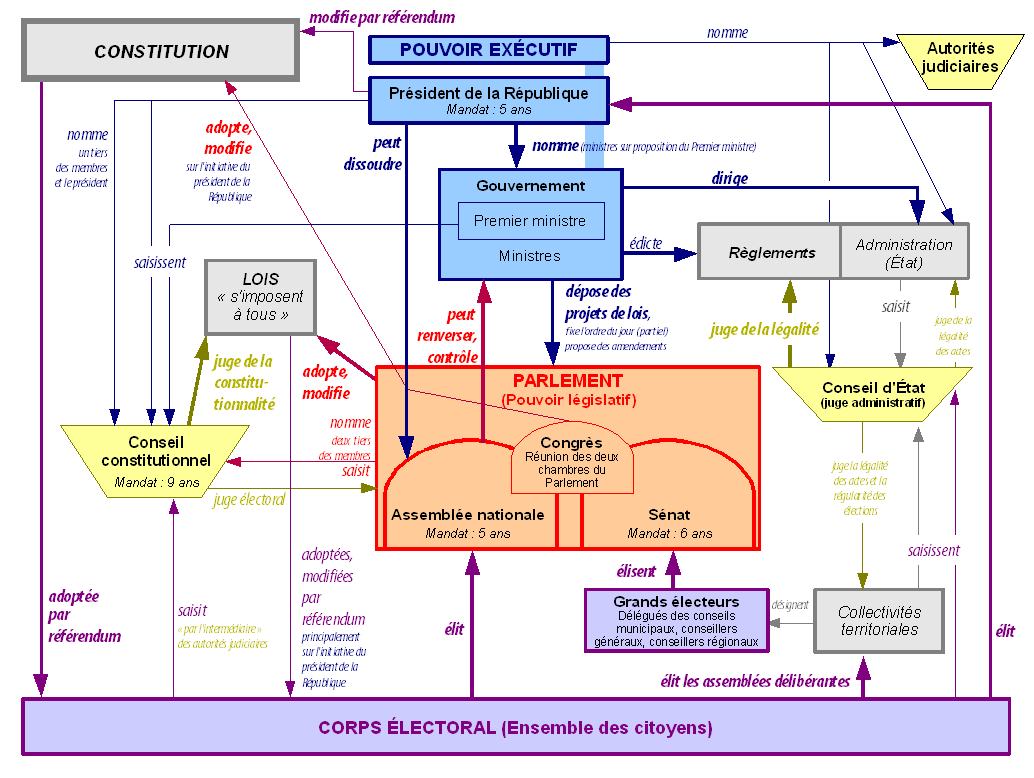
Organigramă a instituțiilor celei de a Cincea Republici

Franța este o democrație liberală, iar forma de guvernământ este republica. Fundamentele organizării politice și administrative actuale a Franței au fost fixate în 1958 prin constituția celei de a Cincea Republici. Conform primului articol, „Franța este o republică indivizibilă, laică, democratică și socială”. Începând cu 2003, același articol afirmă în plus și că „organizarea sa este descentralizată⁠(fr)[traduceți]”.

### Organizarea puterilor
Organizarea puterilor în Franța este definită prin constituția din 1958, cu modificările ei ulterioare; rolul fiecărei instituții este, în același timp, definit atât prin practica aplicată începând cu 1958, cât și prin textul Constituției. Franța posedă un regim politic original prin puterile largi de care dispun simultan parlamentul și președintele, ceea ce a făcut ca specialiștii în drept constituțional să vorbească despre un „regim parlamentar-prezidențial”, un „regim semiprezidențial”, sau chiar de un „regim parlamentar bireprezentativ”.
Puterea legislativă îi aparține parlamentului, format din două camere, Adunarea Națională și Senatul⁠(fr)[traduceți]. Adunarea Națională, camera inferioară a Parlamentului era, în 2011, formată din 577 de deputați, aleși pe cinci ani prin vot universal, direct, uninominal, în două tururi de scrutin pe circumscripții⁠(fr)[traduceți] împărțite în cadrul departamentelor. Adunarea Națională are ultimul cuvânt în caz de dezacord prelungit cu Senatul pe baza adoptării unei legi. Acesta din urmă era format, în 2011, din 348 de senatori aleși pentru șase ani de către 150.000 de marii electori⁠(fr)[traduceți] (corp format, în principal, din aleșii locali). și, prin urmare, este considerat mai puțin reprezentativ decât în Adunarea Națională.
Puterea executivă aparține, în primul rând, președintelui republicii, ales pentru un mandat de cinci ani, prin vot universal direct, majoritar, în două tururi de scrutin. Președintele este șeful statului și conducătorul suprem al armatei, el promulgă legi și poate dizolva Adunarea Națională⁠(fr)[traduceți]. El numește primul ministru și, la propunerea acestuia, pe membrii guvernului. Guvernul poate fi demis prin moțiune de cenzură adoptată de Adunarea Națională. Atunci când președintele și majoritatea parlamentară nu aparțin aceluiași partid politic, se vorbește despre o situație de coabitare⁠(fr)[traduceți].
Puterea judecătorească, la rândul ei, este separată în două ramuri, iar președintele dispune de dreptul de grațiere. Ea este subdivizată între un ordin administrativ, a cărui instanță supremă este Consiliul de Stat, și un ordin judiciar, a cărui instanță supremă este Curtea de Casație⁠(fr)[traduceți]. Dreptul francez, de tradiție romano-civilă, stipulează că orice acuzat, înainte de a fi condamnat, este presupus nevinovat, și că un caz se poate rejudeca prin apel la cererea uneia dintre părți..
Conformitatea legilor cu Constituția, reglementarea scrutinurilor și, în sens larg, respectul rolului instituțiilor statului, sunt controlate de Consiliul Constituțional⁠(fr)[traduceți].

### Împărțirea administrativ-teritorială și descentralizarea

Harta celor 18 regiuni franceze, valabile de la 1 ianuarie 2016.

Franța metropolitană este împărțită în mai multe unități teritoriale, pe trei niveluri: comuna, departamentul și regiunea. Aceste unități sunt, în același timp, circumscripții administrative în care statul intervine prin intermediul serviciilor sale deconcentrate. Comunele, în număr de 36.681 în metropolă, la 1 ianuarie 2014, corespund, în general, teritoriului unui sat sau oraș; ele sunt conduse de un consiliu municipal⁠(fr)[traduceți], care alege un primar, care joacă, în același timp, rolul de reprezentant al unității teritoriale, cât și pe cel de reprezentant al statului în comună. Din anii 1990, cooperarea dintre comune a fost întărită prin apariția unor instituții publice de cooperare intercomunală, al căror rol este din ce în ce mai important. Departamentele, înființate în timpul Revoluției Franceze, sunt astăzi în număr de 96 în metropolă, unde sunt conduse de un Consiliu General⁠(fr)[traduceți], ai cărui membri sunt aleși din rândul cantoanelor, statul fiind reprezentat la acest nivel de un prefect⁠(fr)[traduceți]. În ce privește cele 13 de regiuni ale metropolei, a căror existență este de dată mai recentă, ele sunt conduse de un consiliu regional⁠(fr)[traduceți], iar statul este aici reprezentat de un prefect de regiune. La aceste unități administrativ-teritoriale se adaugă alte diviziuni, cum ar fi cantonul, arondismentul sau, mai recent, „țara⁠(fr)[traduceți]”, dar ele nu sunt unități administrative, neavând administratori aleși.
Prin comparație cu vecinii săi europeni, Franța a fost marcată de multă vreme de o puternică tendință de centralizare politică, unitățile teritoriale dispunând de puteri relativ restrânse. Această situație a evoluat însă mult începând cu anii 1980, la început în 1982-1983 cu legile Defferre⁠(d), apoi, în 2002-2004, sub guvernul Raffarin⁠(fr)[traduceți]. În 2010, competențele administrațiilor teritoriale sunt numeroase, în special în ce privește unitățile școlare, transportul, dezvoltarea economică și acțiunea socială. Chiar și așa, suprapunerea mai multor niveluri și limita adesea neclară între competențele diferitelor instituții de la diferite niveluri constituie sursă de dezbateri pe marginea viitorului descentralizării, subiect asupra căruia s-a aplecat guvernul Fillon⁠(fr)[traduceți] între 2008 și 2010.

### Teritoriile de peste mări
Comuniști și extrema stângă
     Socialiști, diverse partide de stânga
     Ecologiști
     Centriști
     Dreapta
     Extrema dreaptă
     Altele

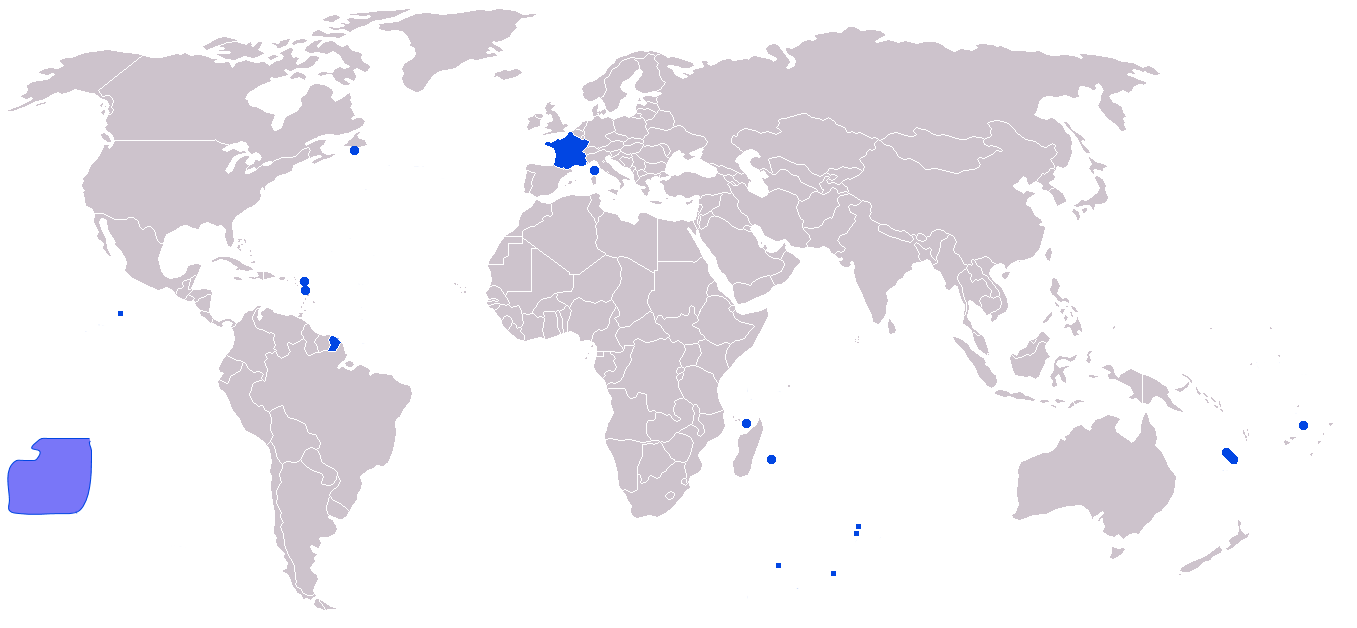
Franța metropolitană și de peste mări (albastru)

Diagramă a procentajului voturilor exprimate obținut de fiecare curent politic în primul tur al fiecărui scrutin prezidențial din 1965 până în 2012.
Comuniști și extrema stângă
Socialiști, diverse partide de stânga
Ecologiști
Centriști
Dreapta
Extrema dreaptă
Altele

Teritoriile franceze situate în afara Europei, care corespund fostelor colonii care au ales să rămână franceze, sunt și ele supuse unor regimuri administrative diferite de la caz la caz. Aceste teritorii, a căror situație economică este în general mai puțin bună ca cea a metropolei, beneficiază de numeroase ajutoare de stat.
Guadelupa, Guyana franceză, Martinica, Réunion și, după 2011, Mayotte sunt, în același timp, departamente și regiuni de peste mări, cu statut similar celui al departamentelor și regiunilor metropolitane, deși legile franceze pot prevedea dispoziții specifice pentru ele. Aceste departamente, în afară de Mayotte, fac parte din regiunile ultraperiferice ale Uniunii Europene și sunt supuse legislației europene.
Celelalte teritorii franceze de peste mări, cu excepția colectivităților Saint-Barthélemy și Saint-Martin, nu fac parte din Uniunea Europeană⁠(fr)[traduceți], deși locuitorii lor dispun de cetățenie comunitară. Este vorba despre cinci astfel de colectivități de peste mări, cu statute foarte diverse: Polinezia Franceză, Saint-Barthélemy, Saint-Martin, Saint-Pierre-et-Miquelon și Wallis și Futuna. Deși statul își păstrează anumite prerogative exclusive în aceste teritorii, ele sunt supuse, în mare parte, unei legislații specifice și beneficiază de regimuri speciale. Noua Caledonie este și ea o unitate teritorială Sui generis, cu autonomie foarte largă, unde, pe 4 noiembrie 2018 a avut loc un referendum privind independența, la care 56.9% din participanții la vot au ales rămânerea în cadrul Franței. În sfârșit, Teritoriile australe și antarctice franceze și insula Clipperton, care nu au locuitori permanenți, sunt administrate direct de stat sau de reprezentantul său.

### Tendințe politice, partide și alegeri
Fără a fi comparabil cu cel american, sistemul politic francez și, în special, votul uninominal majoritar folosit la alegerile prezidențiale și legislative, tinde către o bipolarizare⁠(fr)[traduceți] sau o tripolarizare a vieții politice. Ca urmare, se observă, de la începuturile celei de a Cincea Republici, o tendință de regrupare a partidelor cu frecvente întoarceri, iar electoratul principalelor partide tinde să se diminueze în folosul celor mai mici. Peisajul politic francez a cunoscut trei evoluții majore din anii 1980: căderea electoratului Partidului Comunist, scăderea treptată a electoratului de centru și creșterea voturilor pentru partidele de extremă dreapta. Aceste ultime două evoluții au fost însă parțial contrazise de scrutinele mai recente. Pe de altă parte, absenteismul este și el în creștere.
Începând cu anii 1990, cele două partide politice principale din Franța sunt Uniunea pentru o Mișcare Populară (UMP) — înainte de 2002 se intitula Adunarea pentru Republică⁠(fr)[traduceți] (RPR) — și Partidul Socialist (PS). Uniunea pentru o Mișcare Populară este un partid de dreapta și centru-dreapta, membru al Partidului Popular European. Partidul Socialist este un partid de stânga și centru-stânga, membru al Partidului Socialist European. În 2012, președintele, primul ministru, mare parte din miniștri, deputați, senatori și președinți de consilii regionale sau generale erau membri ai acestuia din urmă. La viața politică din Franța participă și numeroase alte partide: cele mai importante sunt Frontul Național (FN - dreapta naționalistă), Uniunea Democraților și Independenților⁠(fr)[traduceți] (UDI, centru-dreapta), Mișcarea Democrată⁠(fr)[traduceți] (MoDem - centru), Partidul Radical de Stânga⁠(fr)[traduceți] (centru-stânga), Europe Écologie Les Verts⁠(fr)[traduceți] (ecologiști) și Frontul de Stânga⁠(fr)[traduceți] (stânga antiliberală).

### Conducători actuali
Actualul președinte al Republicii este Emmanuel Macron. Ales la 7 mai 2017, și-a preluat atribuțiile la 14 mai 2017. El l-a numit pe actualul prim-ministru Édouard Philippe la 17 mai 2017. Gérard Larcher⁠(d) este președintele Senatului de la 1 octombrie 2014, iar François De Rugy este președintele Adunării Naționale de la 27 iunie 2017.

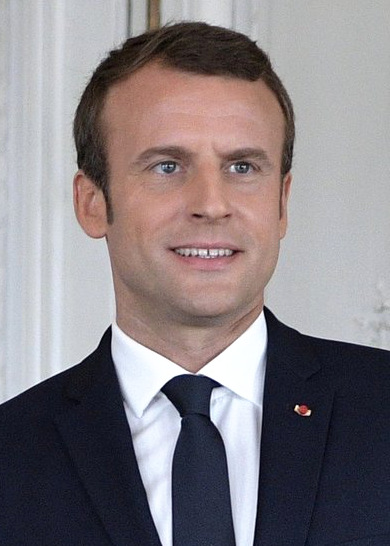
Emmanuel Macron, președintele țării
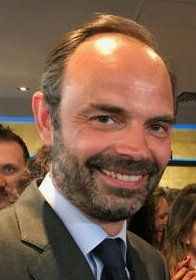
Édouard Philippe, primul ministru
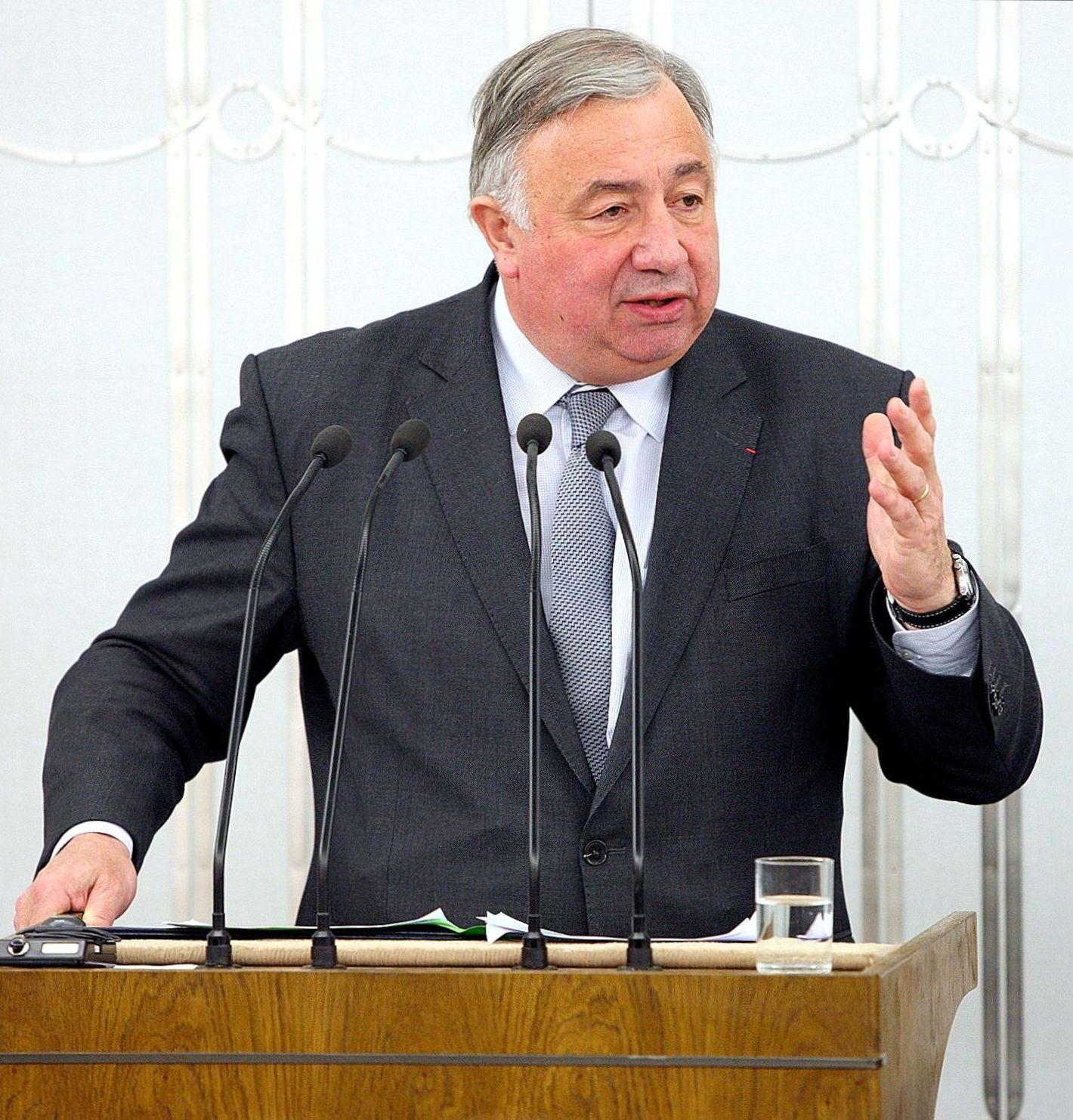
Gérard Larcher⁠(d), președintele Senatului

### Finanțele publice
În Franța, taxele și impozitele directe reprezentau 44,4 % din PIB în 2006, țara aflându-se pe locul șase între membrii OECD după nivelul impozitelor, taxele având tendința de a crește. Contribuțiile sociale reprezintă aproape 38% din total, cu zece puncte procentuale mai mult ca media țărilor OECD; la polul opus, Franța este cea mai dezvoltată țară în care impozitul pe venit și cel pe societăți comerciale reprezintă cea mai mică parte a impozitelor directe.
În ciuda nivelului ridicat al taxelor, cheltuielile publice le depășesc net, totalizând 53,9% din PIB pe 2006. Ca urmare, deficitul bugetar este ridicat, atingând, în 2007, 2,7% din PIB și chiar 7,9% în 2009, din pricina conjuncturii economice. Datoria publică a Franței atingea 1.457,4 miliarde de euro la sfârșitul anului 2009, adică 75,8% din PIB față de 20,7% în 1980. Franța este, totuși, obligată să respecte criteriile Pactului de stabilitate și de creștere al zonei euro, care limitează deficitul bugetar la 3% din PIB și datoria publică la 60% din PIB.

Repartiția taxelor și instituțiilor beneficiare în 2007 (surse și precizări)

### Protecția socială
De la înființarea sa în 1945, sistemul de asigurări sociale se află în centrul schemelor de protecție socială din Franța, deși statul, colectivitățile teritoriale și asigurările au un rol la fel de important. Întreținerea regimurilor de protecție socială de care trebuia să dispună anumite profesii înainte de 1945 explică marea complexitate a sistemului, care numără nu mai puțin de 120 de regimuri de bază și 1.200 de regimuri complementare. Regimul general de asigurări sociale, care are, de departe, cel mai mare număr de afiliați, este împărțit în patru ramuri corespunzătoare alor patru riscuri majore: boală, accidente de muncă și boli profesionale, riscuri legate de bătrânește și familie. Dacă această protecție socială nu privea în primă fază persoanele active, ea s-a extins, puțin câte puțin, la toată populația activă și inactivă în numeroase domenii, de exemplu, prin crearea, în 1999, asigurării generale de sănătate. În plus, la sfârșitul anilor 1990, șase milioane de persoane depindeau de asistență socială.
Prestațiile sociale sunt, în principal, finanțate prin contribuțiile sociale vărsate de populația activă (65,5 % din total în 2005), dar și — din ce în ce mai mult — de stat și de administrațiile locale. În 2005, cheltuielile de protecție socială — în sensul cel mai larg al termenului — reprezenta aproape 30% din PIB și peste 45% din venitul disponibil al gospodăriilor. În ciuda eforturilor guvernelor succesive de a controla cheltuielile sociale, acestea cresc rapid, În special, cresc cheltuielile cu sănătatea și cele cauzate de îmbătrânirea demografică, astfel că raportul între populația activă și cea inactivă de peste 60 de ani, care era de 3 în 1970, urma să atingă 2,07 în 2010 și 1,36 în 2050, în metropolă, conform INSEE. În sfârșit, rata mare a șomajului persistent contribuie la creșterea dezechilibrului, întrucât șomerii nu cotizează. Cheltuielile sociale explică ele singure cvasi-totalitatea creșterii cheltuielilor publice (în procentaj din PIB) începând cu 1960, iar bugetul asigurărilor sociale prezenta în 2009 un deficit de 23,5 miliarde de euro.

### Apărarea

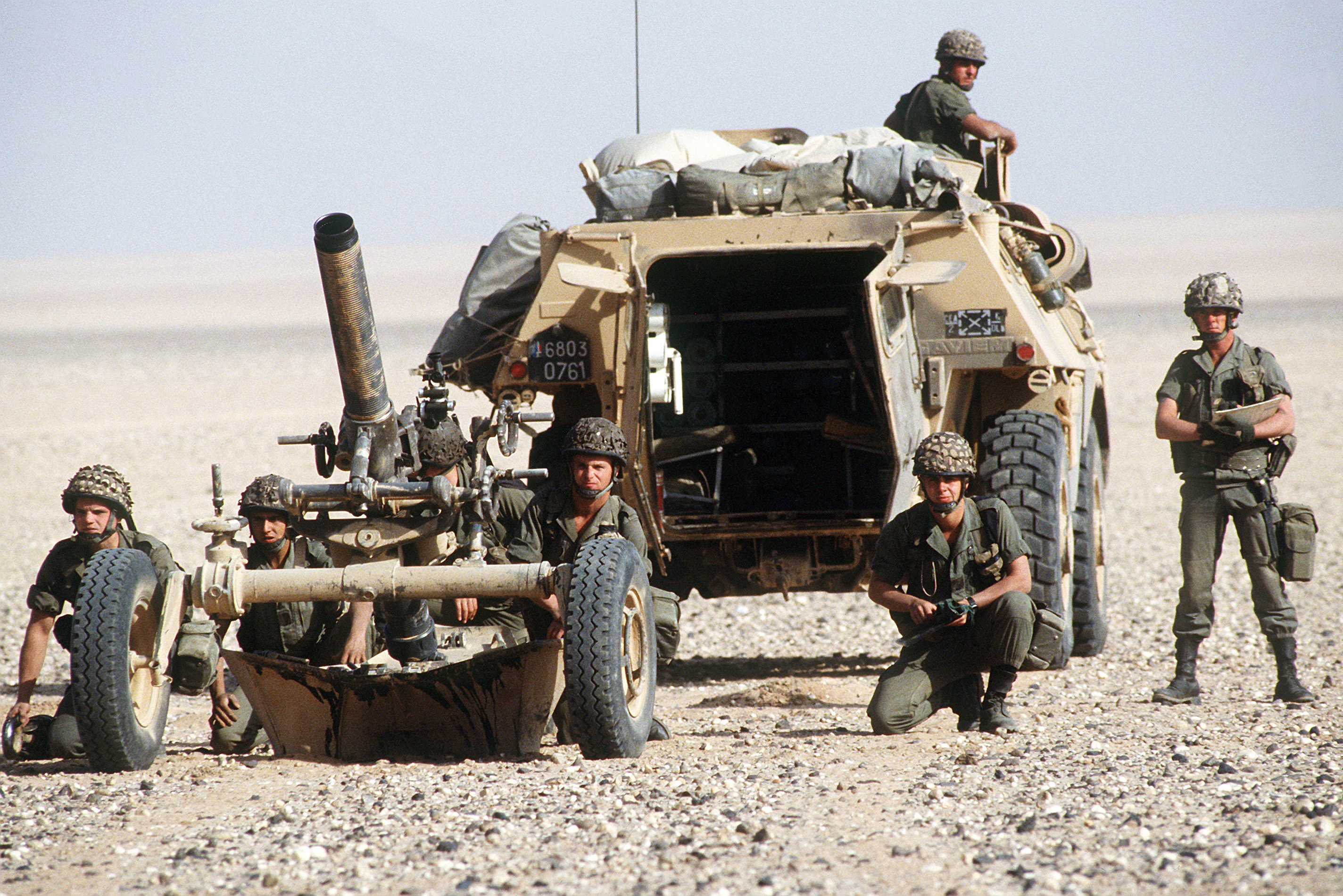
Forțe franceze angajate în operațiunea Furtună în Deșert în 1991

Franța se află pe locul trei în lume după mărimea bugetului alocat apărării, conform Stockholm International Peace Research Institute, în urma Statelor Unite și Chinei, și este una dintre cele cinci țări recunoscute juridic drept „state dotate cu armament nuclear” prin Tratatul de Neproliferare Nucleară. Armata franceză este, alături de cea a Regatului Unit, una dintre cele mai bine dotate financiar din Europa. Franța îi dedică 2,5% din PIB (adică un buget de 39 de miliarde de euro în 2010), în timp ce alte țări europene (exceptând Regatul Unit și Grecia) dedică în medie apărării 1,5% din PIB.
Forțele militare sunt împărțite în patru armate principale: armata terestră⁠(fr)[traduceți], marina națională, armata aerului și jandarmeria națională⁠(fr)[traduceți].
Începând cu 1996, armata a devenit profesionistă, iar serviciul militar obligatoriu a fost înlocuit cu o zi a apărării și cetățeniei⁠(fr)[traduceți]. Cu o capacitate de circa 350.000 de oameni, ea este desfășurată în diverse locuri din toată lumea, în țări ca Afganistan, Liban, Ciad, Coasta de Fildeș și Kosovo, dar și în virtutea tratatelor internaționale în Djibouti, în Senegal și în Gabon, fără a uita de trupele poziționate în teritoriile de peste mări. Ea mobilizează și alți 1.000 de oameni în cadrul planului Vigipirate⁠(fr)[traduceți].

### Apartenența la organizații internaționale

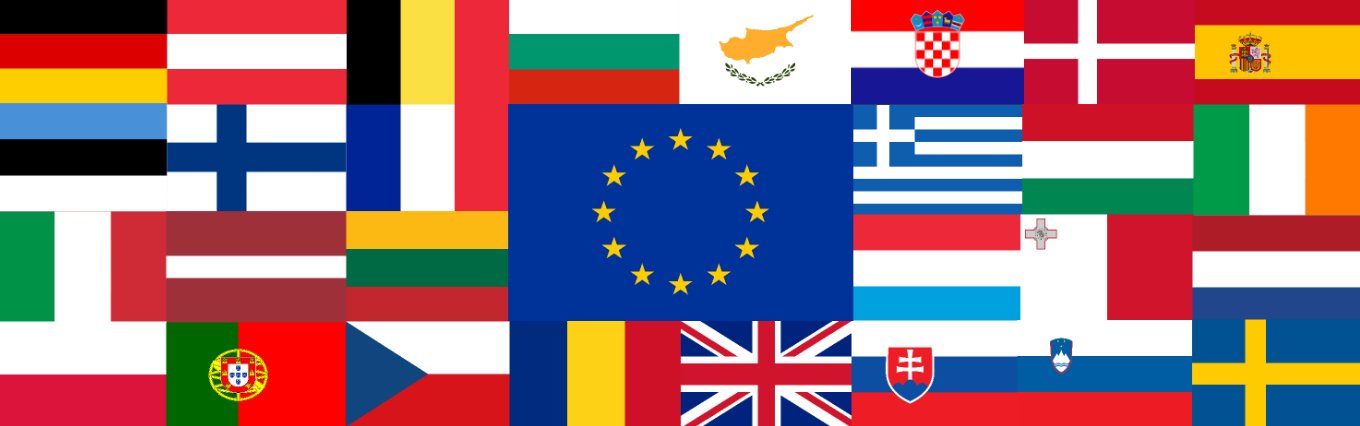
Franța este stat membru al Uniunii Europene

Franța este unul dintre membrii fondatori ai Uniunii Europene, ai spațiului Schengen și ai zonei euro. În același timp, este unul dintre cei cinci membri permanenți ai Consiliului de Securitate al Națiunilor Unite. În sfârșit, Franța este stat membru al mai multor organizații internaționale, precum: NATO, Organizația Mondială a Comerțului, OECD, G8, G20, Organizația Internațională a Francofoniei etc.
Începând cu 1945, indiferent ce majoritate s-a aflat la putere, Europa a rămas o axă majoră a politicii externe franceze. Doi din cei șapte părinți-fondatori ai Europei unite⁠(fr)[traduceți], Jean Monnet și Robert Schuman, sunt francezi; unul dintre obiective era pe atunci evitarea unui nou război mondial și facilitarea reconcilierii istorice franco-germane⁠(fr)[traduceți]. Cu toate acestea, poziția Franței și a francezilor în raport cu Europa a fost adesea ambiguă: în 1954, Adunarea Națională a respins tratatul de înființare a Comunității Europene pentru Apărare, iar, în 2005, electoratul francez a respins, prin referendum, tratatul constituțional al Europei, și alte numeroase acțiuni ce au încetinit dezvoltarea procesului european.
De la tratatul de la Maastricht din 1992, domeniile în care Uniunea Europeană are competențe exclusive sunt din ce în ce mai numeroase. O mare parte din legile aplicabile în Franța erau în 2010 legi de nivel european, valabile în toată Uniunea, acestea primând în fața legilor naționale. Franța, țară de putere medie, nu ar putea avea greutate pe scena mondială în unele domenii decât ca țară-membră a UE. Piața europeană unificată și instaurarea monedei unice, în 1999, au antrenat profunde transformări ale economiei franceze, ale căror beneficii sunt încă în discuție. Deși Franța este principalul beneficiar al Politicii Agricole Comune⁠(fr)[traduceți] a Uniunii, ea face parte dintre țările contribuitoare nete la bugetul comunitar.

### Politica externă și diplomația
Începând cu președinția generalului de Gaulle (1958-1969), politica externă a Franței se caracterizează printr-o dorință de independență, în special față de Statele Unite, dorință ce s-a tradus prin păstrarea de către Franța a unui arsenal nuclear și prin retragerea Franței, între 1966 și 2009, din comandamentul integrat al NATO. Între anii 1960 și începutul anilor 2000, Franța a fost văzută ca aliat al lumii arabo-musulmane, critic în raport cu politica statului Israel.
Rețeaua reprezentanțelor diplomatice ale Franței este a doua din lume, ea deținând 156 de ambasade și 97 de puncte consulare răspândite pe cele cinci continente.
Franța duce o politică activă de ajutorare a țărilor în curs de dezvoltare, în special a țărilor din Africa. Ajutorul public pentru dezvoltare reprezintă 0,39% din venitul național brut francez pe 2007, unul dintre cele mai ridicate niveluri din Europa de Vest.

### Simboluri republicane

Logo al guvernului francez, adoptat în 1999

Conform constituției celei de a Cincea Republici, Franța deține numeroase însemne, datând în mare parte din timpul Revoluției Franceze. Drapelul Franței este format din trei benzi verticale de lățime egală, colorate în albastru, alb și roșu. Imnul național este la Marseillaise, cântec compus de Rouget de Lisle în timpul Revoluției Franceze și adesea criticat pentru violența versurilor sale. În cele din urmă, deviza Republicii Franceze este compusă din cele trei cuvinte „Liberté, Égalité, Fraternité”.
În rest, există diverse alte simboluri reprezentative pentru țară. În special, bustul lui Marianne, o femeie ce poartă bonetă frigiană, decorează primăriile localităților din țară, iar chipul ei este reprezentat pe timbrele poștale și pe monedele franceze de subdiviziune ale euro.
Din 1999, guvernul francez s-a dotat cu un logo ce reunește drapelul și deviza țării, împreună cu silueta lui Marianne. Acest logo este utilizat în antetul tuturor documentelor publice ale administrației franceze.

## Populația și societatea

### Demografie

Evoluția populației Franței metropolitane începând cu 1801, comparată cu populațiile germană și britanică

Conform INSEE, la 1 ianuarie 2014, 66 milioane de oameni trăiau în Franța (cu excepția comunităților de peste mări și Noii Caledonii), dintre care 63,7 de milioane în metropolă și 2,1 milioane în departamentele de peste mări (inclusiv Mayotte). Dacă sunt incluși și cei 600.000 de locuitori din comunitățile de peste mări (Polinezia Franceză, Saint-Pierre-et-Miquelon, Wallis și Futuna, Saint-Martin și Saint-Barthélemy) și din Noua Caledonie, populația întregului teritoriu francez atinge 66,6 milioane de locuitori, adică circa 1% din populația mondială. Recensăminte naționale generale se organizau la intervale regulate începând cu 1801, dar, din ianuarie 2004, se efectuează anual recensăminte în comunele cu peste 10.000 de locuitori, cu excepția comunităților de peste mări, și la fiecare cinci ani în rest.
După o perioadă de slăbiciune în secolul al XIX-lea și la începutul secolului al XX-lea, Franța a cunoscut o tranziție demografică rapidă, astfel că creșterea demografică a Franței a devenit una dintre cele mai puternice din Europa, combinată cu o rată a natalității superioară mediei europene (821.000 de nașteri, în 2009, față de 536.000 de decese) și un spor migratoriu pozitiv (circa 71.000 de persoane în 2009). Drept rezultat, populația Franței a crescut cu 0,54% în 2009.
În 2010, rata fertilității în Franța era de circa 2,01 și 27,3% dintre nou-născuții din metropolă aveau cel puțin un părinte născut în străinătate, dintre care 23,9% aveau un părinte născut în afara Uniunii Europene.
În rest, structura piramidei vârstelor a evoluat de la începutul secolului al XXI-lea. Partea din populație cu vârste înaintate a crescut, din cauza creșterii speranței de viață (Franța se bucură de una dintre cele mai mari speranțe de viață din lume) și de ajungerea la vârsta a treia a generației baby boom⁠(d) — fenomen denumit acum papy boom⁠(fr)[traduceți]. Proporția celor de peste 60 de ani în cadrul populației a crescut, astfel, de la 17% în 1980 la 22% în 2009 și va depăși o treime în 2050, conform INSEE.

### Imigrația, populațiile străine și minoritățile vizibile
Conform demografului Michèle Tribalat⁠(fr)[traduceți], 14 milioane de persoane (adică un sfert din populația țării) aveau, în 1999, cel puțin un părinte sau bunic imigrant. Gérard Noiriel⁠(d) estima, în 2002, această proporție la circa o treime, dacă se merge înapoi până la nivel de străbunici.
În 2010, Franța găzduia, conform definiției internaționale adoptate de ONU („persoane născute în altă țară decât cea în care locuiesc”), 7,2 milioane de imigranți, adică 11,1% din populație, dintre care 5,1 milioane (7,8%) născuți în afara Uniunii Europene. Ea se clasează pe locul al șaselea mondial, după Statele Unite (42,8 milioane), Rusia (12,3), Germania (9,8), Arabia Saudită (7,3), Canada (7,2), dar este înaintea Regatului Unit (7,0), a Spaniei (6,4) și a Italiei (4,8). Franța este, în același timp, una dintre statele Uniunii Europene care înregistrează procentajele cele mai mari de persoane provenite din familii de imigranți (din prima sau a doua generație) în rândul persoanelor între 25 și 54 de ani, cu 13,1% imigranți și 13,5% copii ai cel puțin unui imigrant, dând un total de 26,6%, înaintea Regatului Unit (24,4%), Țărilor de Jos (23,5%), Belgiei (22,9%), Germaniei (21,9%) și Spaniei (20,2%).
Conform definiției franceze, mai restrictive (străini născuți în afara teritoriului), Franța metropolitană număra, în 2008, 5,3 milioane de imigranți, sau cu 1.100.000 mai mulți decât în 1999 și 8,3% din populația totală. 40% dintre aceștia aveau naționalitate franceză, pe care au putut-o obține prin naturalizare sau prin căsătorie. Imigranții sunt, în principal, proveniți din Uniunea Europeană (34%), din Maghreb (30%), din Asia (14%, dintre care o treime din Turcia) și din Africa subsahariană (11%). Copiii imigranților, descendenții direcți ai unuia sau alor doi imigranți reprezentau, în 2008, 6,5 milioane de persoane, adică 11% din populație. Trei milioane dintre aceștia aveau ambii părinți imigranți. În total, numărul imigranților și copiilor de imigranți (a doua generație) se ridica, în 2008, la 11,8 milioane, adică 19% din populație (dintre care puțin peste 5 milioane de origine europeană și 4 milioane de origine maghrebiană).
Imigranții obțin venituri, în medie, mai mici cu o treime decât neimigranții; în rândurile lor, cei fără studii superioare sunt de două ori mai numeroși și cei care trăiesc sub pragul sărăciei sunt de trei ori mai mulți. Totuși, la persoane cu situație socială similară, accesul la procesul de învățământ și veniturile pe care le realizează sunt apropiate de cele ale francezilor născuți în Franța.
Populația de imigranți, împreună cu cei care aparțin unor minorități vizibile, în Franța, sunt adesea victime ale discriminării . Pentru motive nedeterminate și aflate încă în discuție, o parte din această populație recurge la fundamentalismul religios. Se observă, însă, și o anumită convergență între modul de viață al populației imigrante și cel al vechilor francezi autohtoni.

### Familie, sexualitate și egalitatea sexelor
Franța era, în 2009, cea mai fertilă țară europeană după Islanda și Irlanda, cu o descendență finală a femeilor născute în 1959 de 2,12 copii și cu un indicator conjunctural al fertilității de 1,99 copii pe femeie (1,98 în Franța metropolitană).
Schimbările cunoscute de familia franceză între anii 1960 și 2000 sunt numeroase și profunde. Nașterile sunt, în majoritate, rezultatul planificării, în urma dezvoltării contracepției și permiterii avortului — peste 200.000 de întreruperi de sarcină sunt efectuate anual în Franța. Din ce în ce mai multe cupluri preferă în locul căsătoriei uniunile libere sau pactul civil de solidaritate (PACS)⁠(fr)[traduceți], un contract de uniune mai flexibil decât căsătoria.. În ceea ce privește divorțul, numărul lor s-a majorat de 3,2 ori între începutul anilor 1970 și sfârșitul anilor 2000.
În ce privește alte forme de sexualitate, acestea sunt, în mare parte, acceptate în Franța, deși legea, adesea, precede mentalitățile în ceea ce privește toleranța față de minoritățile sexuale. Căsătoria cuplurilor de același sex, ca și adoptarea de copii de aceste cupluri, este legală în Franța începând cu 18 mai 2013.
Deși locul femeilor în societatea franceză a evoluat mult de-a lungul secolului al XX-lea - evoluție favorizată, mai ales, spre sfârșitul secolului de numeroase legi împotriva discriminării -, Franța era, în 2009, încă departe de egalitatea bărbat-femeie. Pentru o slujbă cu normă întreagă, femeile primeau, în 2008, un salariu în medie cu 19% mai mic decât bărbații, iar discriminarea salarială pură se situa între 6 și 7% - conform Ministerului Muncii. La nivelul funcțiilor de decizie, femeile acced foarte rar: ele conduc doar 8% dintre întreprinderile care au mai mult de 200 de salariați, și nu reprezintă decât 18,5% dintre deputații aleși în 2007 și 13,1% din consilierii generali aleși în 2008.

### Limbi
Franceza este limba vorbită majoritar în Franța și este, oficial, „limba republicii” - conform legii constituționale din 1992. Franța este a doua cea mai populată țară vorbitoare de franceză din lume, după Republica Democrată Congo, dar prima ca vorbitori de franceză. Franța duce o politică lingvistică activă în favoarea limbii franceze. Aceasta se poate vedea, între altele, la nivelul Organizației Internaționale a Francofoniei, din care Franța face parte, după cum face parte și din Adunarea Parlamentară a Francofoniei⁠(fr)[traduceți].
În plus, orașele Le Havre, Lyon, Strasbourg, Bordeaux, Lille, Marseille, Nantes, Paris, Saint-Denis de la Réunion, Tours, orașele asociate d'Angoulême, Nice și Poitiers, gruparea de localități ce formează Comunitatea Aglomerării Evry Centre Essonne și Comunitatea Urbană Bordeaux, precum și Asociația Comunelor și Comunităților de Peste Mări-ACCD`OM sunt membre ale Asociației Internaționale a Primarilor Francofoni.
În afara limbii franceze, în 1999, în Franța se mai vorbeau șaizeci și cinci de alte limbi, între care limbile regionale, cele ale imigranților și dialectele din DOM-TOM, conform unui raport al lingvistului Bernard Cerquiglini⁠(d).

### Religia
Începând cu legea din 9 decembrie 1905, bisericile sunt strict separate față de stat în Franța: „Republica nu recunoaște, nu salarizează și nu subvenționează niciun cult religios […]” cu excepția regiuni Alsacia-Mosela, unde sunt recunoscute cultul catolic, două culte protestante și cultul mozaic. Religia catolică este și ea recunoscută în anumite teritorii și departamente de peste mări. Noțiunea de laicitate și reglementările ce derivă din ea sunt încă subiect de dezbatere, cum a fost cazul în 2003-2004, cu legea privind însemnele religioase în școlile publice.
Franța este o țară de veche tradiție catolică, dar în care ponderea bisericii a scăzut considerabil. Doar 51% până la 64 % dintre persoanele întrebate se declară catolice în sondajele publicate în 2007, și o mare parte se declară agnostică, atee sau fără religie. În plus, sunt prezente și alte religii în proporții mai puțin importante, în special: iudaismul din Antichitate, diferite ramuri protestante din vremea Reformei și islamul de la sosirea în Franța a imigranților din Maghreb și din Orientul Mijlociu în secolul al XX-lea. De asemenea, pe teritoriul național, sunt prezente diverse culte creștine (Biserica Apostolică Armeană, galicanismul⁠(fr)[traduceți], mormonismul, Biserica neo-apostolică, Martorii lui Iehova, menonitismul) sau non-creștine (hinduismul, budismul, bahaismul, alevismul).
În principiu, statul francez interzice recensăminte cu caracter religios sau filosofic; estimările ponderii fiecărei confesiuni, a ateismului și agnosticismului rămân imprecise și dificil de realizat. Cu toate acestea, mai multe institute realizează regulat sondaje pentru evaluarea apartenenței religioase a francezilor.
Dincolo de aceste valori, pierderea influenței de către religii este un aspect major al evoluției societății franceze în secolele al XIX-lea–al XX-lea. Aproape 80% dintre bărbați și 70% dintre femeile care se declară catolici nu asistă niciodată la o slujbă religioasă. Chiar și în rândurile celor mai fervenți catolici, aplicarea preceptelor bisericii este în scădere: 31% dintre practicanții frecvenți au avut între 1995 și 2004 copii în afara căsătoriei. În 2006, puțin mai mult de un sfert din populație declara că „crede într-un dumnezeu”, în timp ce 60% se declarau atei sau agnostici.
Dorind „conștientizarea opiniei dincolo de sfera practicanților obișnuiți”, Conferința Episcopilor din Franța a propus pentru sărbătoarea Adormirii Maicii Domnului o „rugăciune pentru Franța”.

### Educația

Organizarea învățământului francez

În Franța, educația este obligatorie de la șase la șaisprezece ani, iar școala publică este laică și gratuită. Dacă formarea și plata serviciului de educație, ca și alegerea programelor, cad în sarcina statului, gestiunea unităților școlare primare și secundare este în sarcina comunităților teritoriale locale.
Învățământul primar se desfășoară în două faze: 1) grădinița, la care merg copiii foarte mici, are ca scop învățarea primelor cunoștințe, socializarea și fixarea elementelor fundamentale de limbaj și numere; apoi, către vârsta de șase ani, copiii învață în 2) școli primare, al căror principal obiectiv este învățarea lecturii, scrisului și aritmeticii, precum și o educație civică.
Învățământul secundar se desfășoară și el în două cicluri. Primul se desfășoară în colegii (școli gimnaziale) și se încheie cu obținerea „diploma de brevet”⁠(fr)[traduceți]. A doua se desfășoară în licee și se încheie cu examene finale și naționale: bacalaureatul⁠(fr)[traduceți] (profesional, tehnologic și general), precum și cu certificatul de aptitudini profesionale (certificatul de aptitudini profesionale agricole în învățământul agricol).
Învățământul superior prezintă particularitatea coabitării între universități și sistemul grandes écoles, în care se intră, în general, prin concurs, în urma absolvirii unor clase pregătitoare. Învățământul superior pentru diploma de tehnician superior și clasele pregătitoare pentru grandes écoles se desfășoară în cadrul liceelor, sau în unități private. Grandes écoles sunt, adesea, considerate a fi mai performante și mai elitiste decât universitățile.
Aproape 17% dintre elevii învățământului primar și secundar sunt școlarizați în unități private, cea mai mare parte sub contract de asociere cu statul și, adesea, cu cultele religioase.
Franța a cunoscut în perioada postbelică o mărire considerabilă a ratei de școlarizare. În 1936, mai puțin de 3% dintr-o promoție obținea bacalaureatul; acest procentaj a depășit 30% în 1985 și 60% în 1995. Totuși, această democratizare a învățământului nu a înlăturat și inegalitățile sociale: 25% din copiii de muncitori, născuți între 1974 și 1978 au obținut diplome de învățământ superior, față de 75% din copiii proveniți din clase sociale mai înstărite. Aceste inegalități sunt și mai puternice la nivel de grandes écoles: doar 2,9% dintre studenții admiși la Școala Națională de Administrație în 2008 aveau vreun părinte muncitor.
După programul PISA de comparare a sistemelor de educație națională, rezultatele sistemului educațional francez sunt dezamăgitoare în raport cu alte state membre ale OECD, în special în ce privește creșterea inegalităților, conform anchetei PISA pe 2003. În ciuda planurilor de prevenire a analfabetismului, acesta afectează 3,1 milioane de persoane, adică 9% din populația cu vârste între 18 și 65 de ani școlarizată în Franța.

### Sănătate
Sistemul sanitar francez este, în mare parte, finanțat de ramura pentru sănătate a sistemului de asigurări sociale. Numărul de medici la 1.000 de locuitori era de 3,22 în 2008, una dintre ratele cele mai ridicate din lume. Francezii beneficiază de una dintre speranțele de viață cele mai ridicate din lume, atât în rândul femeilor, cât și în rândul bărbaților, deși rata mortalității premature (înainte de 65 de ani) este ridicată. Cheltuielile cu sănătatea pe cap de locuitor se ridicau la 4.719 $ anual în 2008, ceea ce plasează Franța înaintea marilor săi vecini europeni, dar în urma Elveției, Norvegiei, Danemarcei, Luxemburgului și Statelor Unite. Între 1950 și 2006, cheltuielile dedicate îngrijirilor și achiziției de bunuri medicale a urcat de la 2,5 la 8,8% din PIB.
Cu toate acestea, sănătatea locuitorilor Franței nu este optimă în toate domeniile. În ciuda scăderii consumului de vin începând cu anii 1960, francezii rămân pe locul al doilea în clasamentul celor mai mari consumatori de alcool din Europa de Vest, după irlandezi. 29% din persoanele între 18–75 de ani fumau zilnic în 2005, în ciuda intenselor campanii de luptă contra tabagismului. În ce privește drogurile ilegale, cel mai consumat este cannabisul: 39% dintre bărbații între 18 și 25 de ani îl consumaseră în 2005, conform Observatorului Francez pentru Droguri și Toxicomanii.
În plus, Franța este una din țările europene care cunoaște cele mai mari probleme de depresie și este cel mai mare consumator de antidepresive de pe continent, precum și una dintre țările europene în care rata sinuciderilor este cea mai ridicată.

### Mass-media

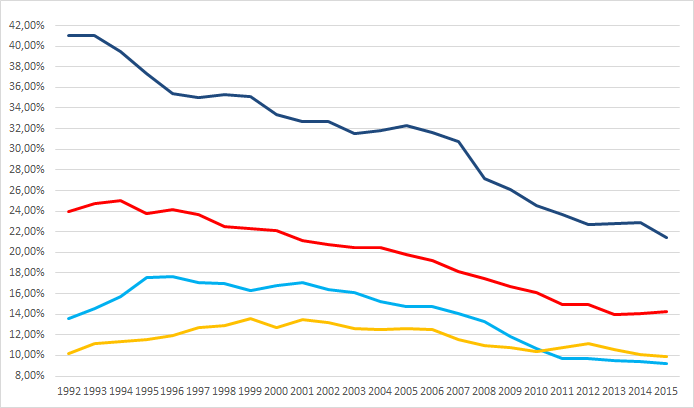
Audiențele posturilor TF1 (albastru închis), France 2 (roșu), France 3 (albastru deschis) și M6 (galben)

În Franța, legea din 29 iulie 1881⁠(fr)[traduceți] a instituit și, în același timp, a reglementat libertatea presei.
Dacă presa regională, săptămânală și tematică se vinde bine în Franța, presa cotidiană națională de informații generale este foarte puțin difuzată în afara capitalei. De aceea, cele cinci titluri principale ale acestei categorii (Le Figaro, Le Monde, Aujourd’hui en France, Libération⁠(fr)[traduceți] și La Croix) nu vând împreună decât mai puțin de un milion de exemplare zilnic, în comparație cu cotidianul japonez Yomiuri shinbun⁠(en)[traduceți] care se vinde singur în peste 14 milioane de exemplare.
Începând cu 1981, după legalizarea posturilor de „radio libere”, posturile de radio publice administrate de Radio France sunt concurate de posturi private, adesea deținute de mari grupuri media. De aceea, între primele patru posturi de radio după audiența cumulată în perioada noiembrie-decembrie 2009 (RTL, NRJ⁠(fr)[traduceți], France Inter⁠(fr)[traduceți] și Europe 1⁠(fr)[traduceți]) doar al treilea este post public. Similar, după apariția primului post privat de televiziune (Canal +) în 1984, au apărut câteva sute de posturi TV private, difuzate prin eter, prin cablu sau prin satelit sau, mai recent, prin semnal digital terestru. Cele trei posturi principale sunt TF1, France 2 și M6, dintre care doar France 2 aparține grupului public France Télévisions.
În ce privește accesul la Internet, acesta s-a democratizat cu adevărat abia la începutul anilor 2000. În decembrie 2009, 65% dintre francezii de cel puțin 11 ani navigau pe Internet.
Între 2002 și 2009, Franța a trecut de pe locul 11 pe locul 43 în clasamentul libertății presei în lume, conform organizației Reporteri fără frontiere.

### Sport

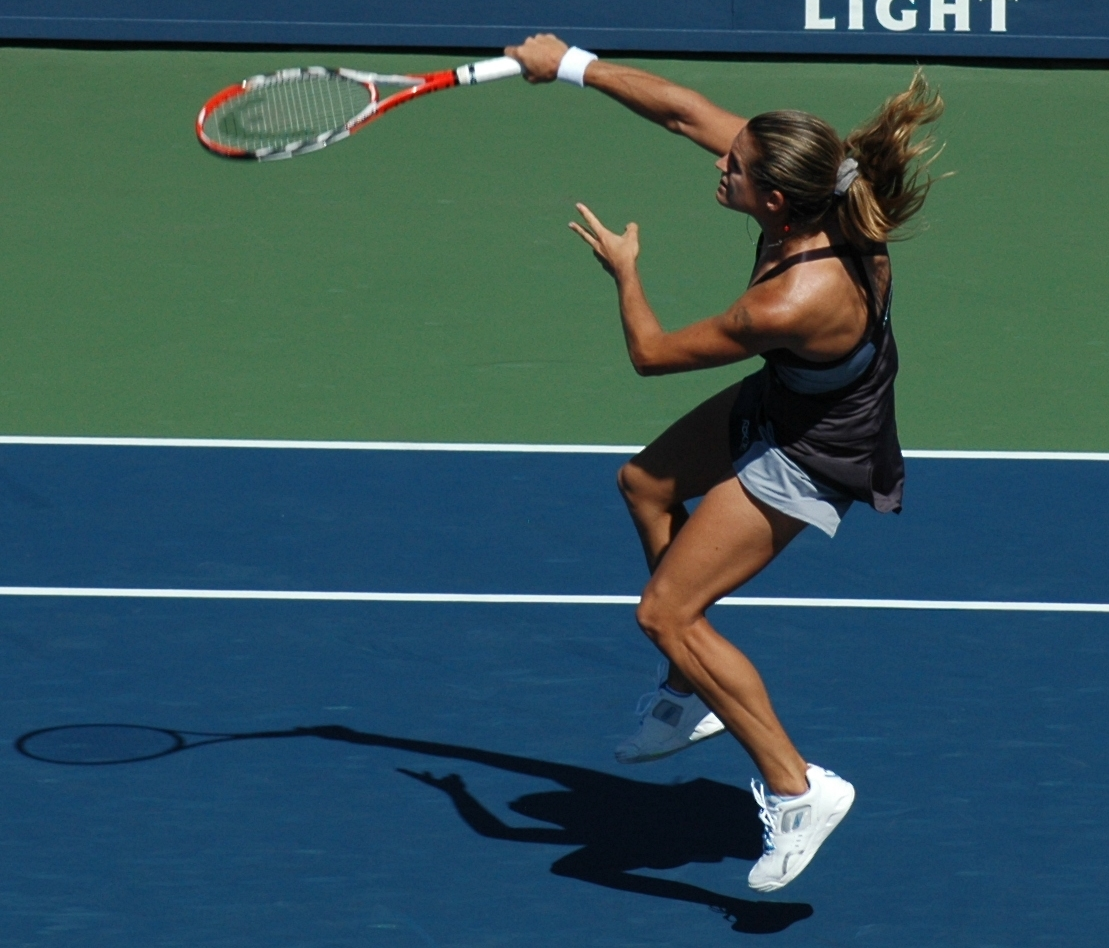
Jucătoarea de tenis Amélie Mauresmo a fost în 2004 și în 2006 numărul unu mondial conform clasamentului WTA

Sportul francez este caracterizat printr-o veche tradiție sportivă și printr-o largă varietate de discipline sportive practicate la nivel înalt. Franța are un rol important în organizarea sportului modern și palmaresul său, începând cu sfârșitul secolului al XX-lea, face din ea una dintre cele mai puternice țări din lume în numeroase domenii sportive. În anul 2012, Franța se situa pe locul al patrulea în clasamentul mondial întocmit de Havas Sports & Entertainment⁠(fr)[traduceți] (și a doua țară din Europa după Rusia), care contabilizează peste 1.600 de evenimente sportive.
Fotbalul este cel mai popular sport, având peste 2,3 milioane de jucători legitimați (dintre care 97% bărbați), popularitatea sa fiind întreținută de dubla victorie a echipei naționale masculine la Campionatul Mondial din 1998 și, apoi, la cel european din 2000. Tenisul (al doilea sport ca număr de practicanți), echitația, judo, baschetul, handbalul și golful sunt și ele foarte practicate, fără a uita de rugby (echipa națională este anual participantă la Turneul celor Șase Națiuni) și de pétanque, mai ales în sudul țării.
Aproape șapte milioane de francezi practică schiul pe timp de iarnă, cel mai des în afara vreunei întreceri sportive.
Cele mai renumite competiții sportive desfășurate în Franța sunt turneul internațional de tenis de Grand Slam de la Roland Garros, desfășurat în cartierul Porte d'Auteuil⁠(fr)[traduceți] din Paris, și Tour de France, în plus, țara a organizat Campionatul Mondial de Fotbal 1998 precum și Campionatul European de Fotbal 2016.

### Participare asociativă, sindicală și politică

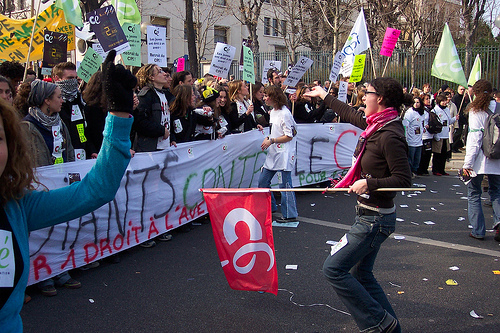
Manifestație împotriva fr la Paris în 2006

Dacă rata participării la alegeri este în scădere, cea a participării la proteste este, în schimb, în creștere. În 2008, 42% dintre francezi participaseră la cel puțin o manifestație, față de 25% în 1981. Prin comparație cu alte țări dezvoltate, Franța este adesea considerată a fi o țară cu greve și manifestații frecvente.
Dar această participare punctuală la evenimente contestatare nu se traduce și printr-un important angajament în partide politice. În ce privește rata de sindicalizare (8%), ea este cea mai scăzută dintre țările bogate, deși este cea mai mare în ce privește sectorul public. În schimb, francezii sunt foarte implicați în mediul asociativ: 14 milioane de voluntari sunt membri în peste un milion de asociații, care beneficiază de un statut legal - conform legii din 1 iulie 1901.

## Economia
Economia Franței este o economie socială de piață, bazată pe proprietatea privată. Există o puternică intervenție a statului în economie, începută după al Doilea Război Mondial, deși ea a început să fie contestată după anii 1980. Economia franceză este, în principal, una axată pe servicii.
În studiul publicat de INSSE, valoarea patrimoniului național a fost evaluată la 12.513 miliarde de euro în 2007. În 2010, numai patrimoniul francezilor atinsese la sfârșitul anului anterior o cifră de aproape 11.000 miliarde de euro, adică de opt ori totalul veniturilor; rata de economisire a atins nivelul excepțional de circa 16% din venituri.

### Veniturile populației și dezvoltarea umană
Veniturile francezilor și puterea lor de cumpărare au crescut de-a lungul secolului al XX-lea și de-a lungul anilor 2000, dar într-o manieră inegală, care a accentuat inegalitățile economice între gospodării. În medie, salariile persoanelor ce lucrau în sectorul privat cu normă întreagă au atins în 2007 29.279 euro brut, sau 1.997 euro net pe lună, față de 31.266 euro brut, adică 2.182 euro net lunar pentru bugetari. Veniturile provenite din proprietatea mobiliară sau imobiliară nu reprezentau decât 9% din venitul primar brut al gospodăriilor, dar această parte este deosebit de variabilă de la o gospodărie la alta.
În 2007, 7,2% din francezi dispuneau de un venit cu 50% mai mic decât venitul median (pragul de sărăcie definit în Franța), deși jumătate din ei erau angajați, adesea, cu jumătate de normă și pe baza salariului minim interprofesional garantat⁠(fr)[traduceți] (SMIC). SMIC privește 3,4 milioane de persoane în iulie 2008 și era echivalent cu 9,4 euro brut pe oră în 2012). De la 200 la 300.000 de persoane nu aveau, în 2009, un domiciliu fix, în principal, în Paris și în marile orașe.
În 2007, Indicele Dezvoltării Umane al Franței era de 0,961, care plasează țara pe locul al optulea în lume. Totuși, în același an, Franța nu era decât a douăsprezecea între țările Uniunii Europene după PIB pe cap de locuitor în dolari americani la rata de schimb de atunci, deși ocupa locul al șaptelea în 1987, scădere ce se explică, în principal, printr-o slabă creștere a PIB-ului francez.

### Piața forței de muncă

Evoluția ratei șomajului în Franța (conform Biroului Internațional pentru Muncă) între 1975 și 2009

Deși Franța a cunoscut în perioada „Trente Glorieuses⁠(fr)[traduceți]” o situație apropiată de șomaj zero — doar în cursul anilor 1960, economia franceză a creat 1,6 milioane de locuri de muncă —, ea se confruntă de la sfârșitul anilor 1970 cu un șomaj ridicat, în ciuda fluctuațiilor care au creat speranțe de revenire la șomajul zero. În al treilea trimestru al anului 2013, 10,5% din populația activă din Franța era în șomaj în sensul definit de Biroul Internațional pentru Muncă. Șomajul îi afectează în mod deosebit pe cei tineri, cei mai puțin instruiți, pe străini și, într-o mai mică măsură, pe femei. Diferența între bărbați și femei în termeni de rată a șomajului tind să dispară. În 2012, 9,7% dintre femeile active erau în șomaj, față de 10% dintre bărbații activi. Șomerii de lungă durată reprezintă o treime din ansamblul total al șomerilor și sunt cei pentru care reinserția este adesea cea mai dificilă.
Situația forței de muncă din Franța este marcată și de mutațiile profunde și structurale în termeni de statut și de sector de activitate. Munca salariată a devenit principala formă de muncă remunerată în Franța, reprezentând 89,5% din totalul angajaților în 2008. 5,7 milioane de persoane, adică o persoană activă din cinci, muncea la sfârșitul 2007 în sectorul bugetar. În plus, forța de muncă se polarizează: locurile de muncă din agricultură nu mai reprezintă decât mai puțin de 2% începând de prin anii 1970, iar ponderea locurilor de muncă din industrie s-a înjumătățit între 1978 și 2007, de la 28 la 14% din forța de muncă, ceea ce face din Franța o economie postindustrială⁠(fr)[traduceți].

### Principalele sectoare de activitate

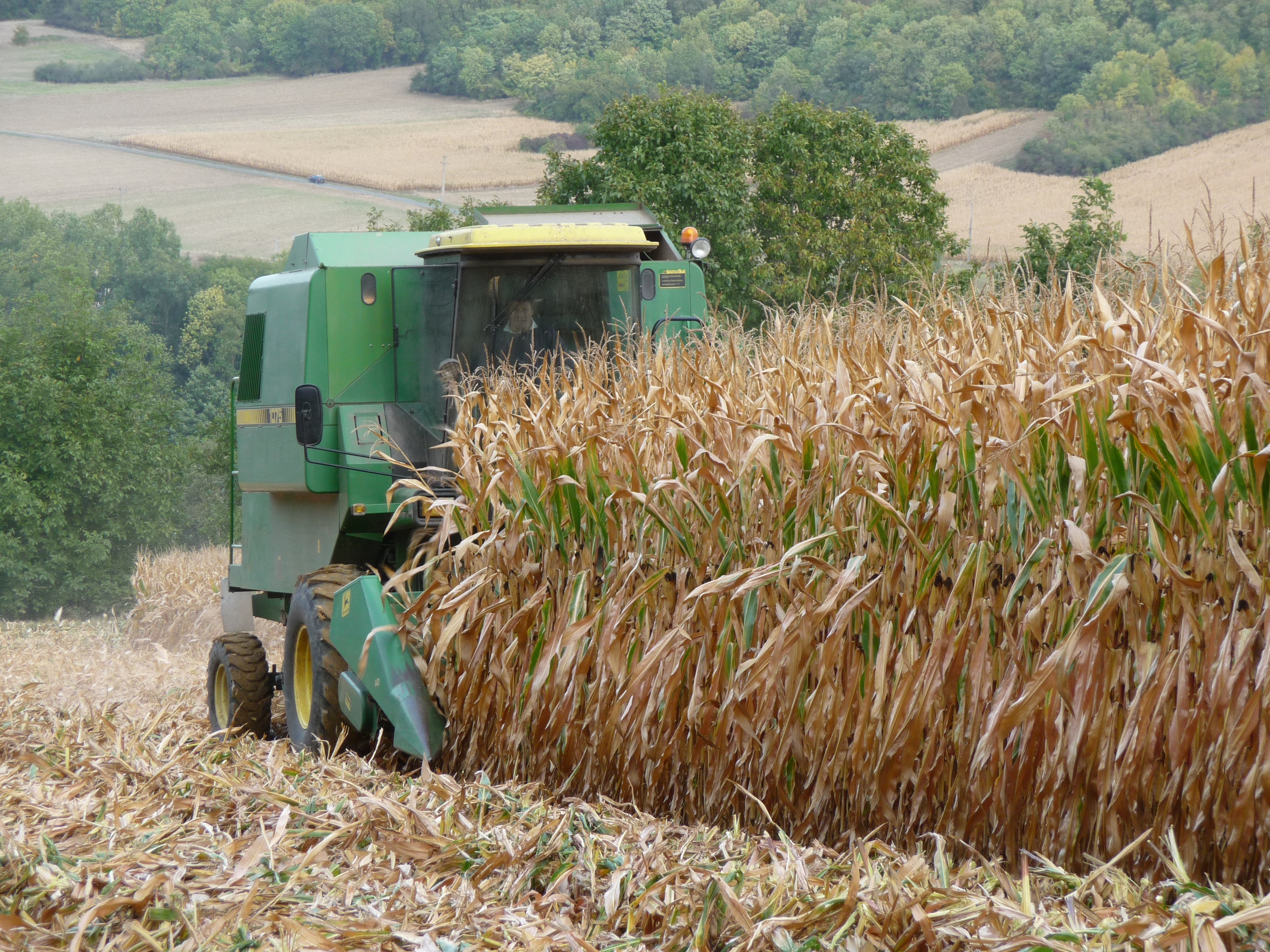
Recoltarea porumbului la, lângă Paris

În ciuda menținerii la nivel înalt a agriculturii și a industriei, economia franceză este astăzi în principal o economie a serviciilor. Acest sector este din ce în ce mai autonom și devine principalul motor al creșterii economice naționale.

#### Agricultura și industria agroalimentară
Ca și alte țări industrializate, Franța a cunoscut fenomenul exodului rural și scăderea gradului de angajare în agricultură; acesta din urmă rămâne mai important decât în alte țări ale Europei de Vest: agricultura implica 3% din forța de muncă activă în 2006, față de 2,5% în Germania și 1,3% în Regatul Unit. Agricultura franceză a fost considerabil modernizată și mecanizată în a doua jumătate a secolului al XX-lea, în special datorită implementării programelor inițiate prin Politica Agricolă Comună⁠(fr)[traduceți].
Franța numără 520.000 exploatații agricole având în 2006 în medie 51 hectare, ceea ce o face principala putere agricolă europeană. Specializarea regională a Franței pe tipuri de producție este în curs de accentuare, iar produsele agricole franceze sunt adesea protejate prin denumiri de origine controlată, care delimitează un teritoriu agricol. Franța este principalul producător mondial de vin, în ciuda concurenței recente a vinurilor din „noile lumi”; ea figurează, de asemenea, printre primii producători mondiali de cereale, zahăr, produse lactate și de carne de vită⁠(en)[traduceți]. Peste 80% din produsele exportate au fost mai întâi transformate într-una dintre cele mai dezvoltate industrii agroalimentare din lume. Cu toate acestea, în anii 2000, agricultura franceză se confruntă cu dificultăți legate de supraproducție, poluarea pe care o produce și cu venituri deosebit de inegale între producători. De asemenea, pescuitul pare a fi un sector în criză.

#### Industria
Franța este a patra putere industrială a lumii. În ciuda polarizării către sectorul serviciilor, la nivelul economiei naționale, întreprinderile industriale reprezentau în 2006 71,4% din PIB și 79% din exporturi.
Industria se caracterizează prin evoluții contrastante: pe lângă industrii moderne și dinamice, care fac din Franța unul din liderii mondiali în numeroase domenii (industria automobilelor, aeronautică, aerospațială, agro-alimentară, electronică, energetică nucleară, farmaceutică, cosmetică, a produselor de lux), numeroase industrii tradiționale (minerit, industria textilă, industria lemnului, a încălțămintei, a construcțiilor navale, siderurgia) sunt în curs de reducere a efectivelor și a cifrei de afaceri, obligând întregi regiuni (în special Nord-Pas-de-Calais și Lorena) la o dureroasă reconversie economică. Unei perioade de descentralizare industrială⁠(fr)[traduceți] din anii 1960, care a permis dezvoltarea a numeroase orașe din vestul și din sudul țării, i-a urmat o perioadă de creștere slabă a producției industriale, care se explică îndeosebi prin delocalizări către țările în care forța de muncă este mai ieftină.
Dar deși producția se face din ce în ce mai des în străinătate, întreprinderile franceze rămân predominante în numeroase domenii.
Unele ocupă primul loc mondial în domeniul lor de activitate (de exemplu, Areva - în cel al construcției de centrale nucleare, Danone - în cel al produselor lactate, L'Oréal - în cosmetică, sau Michelin - în industria anvelopelor).

#### Energie

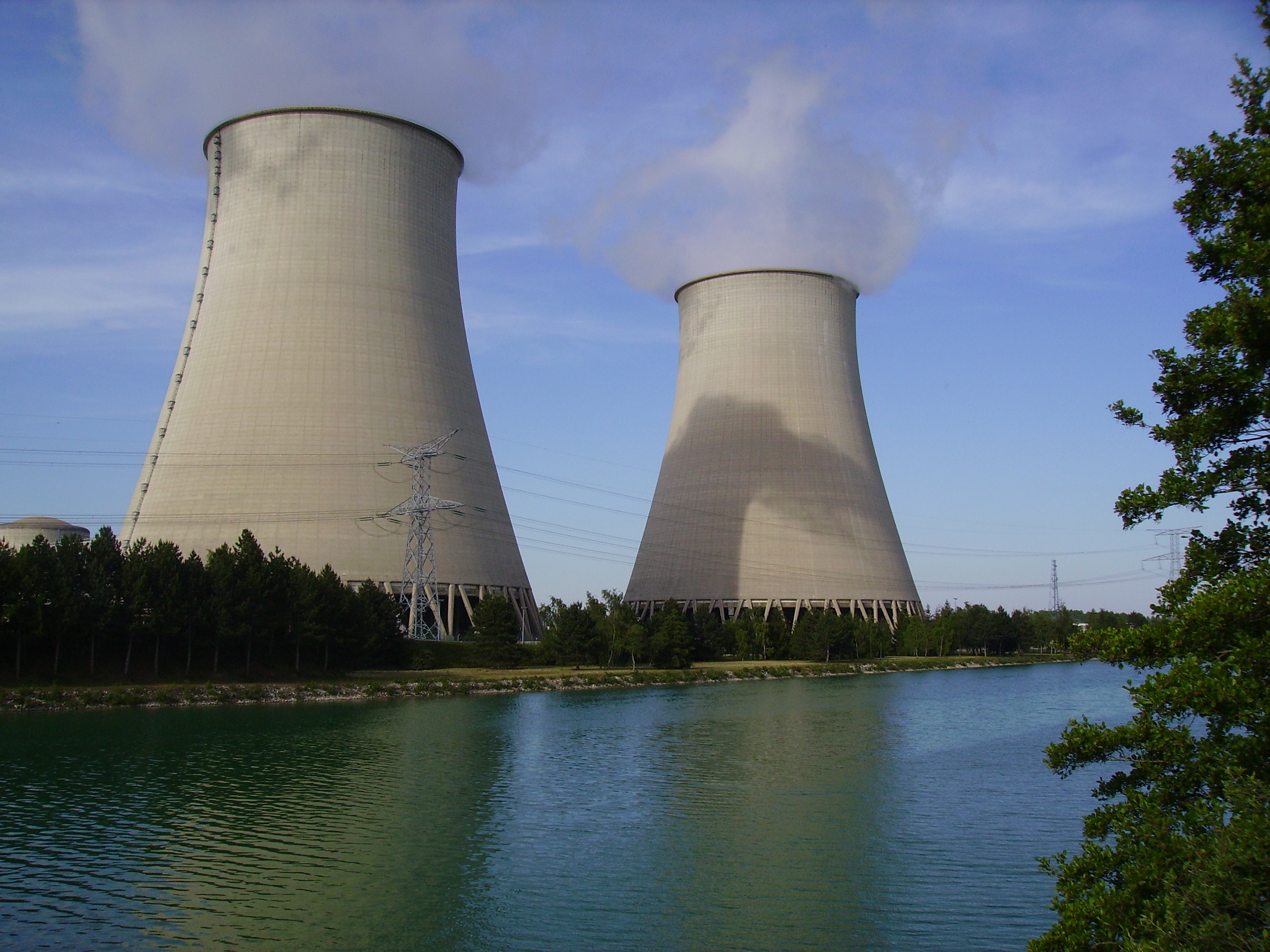
fr operată de compania Électricité de France

După dispariția completă a producției franceze pe bază de cărbune, în 2005, petrolul, gazele naturale și, mai ales, electricitatea sunt principalele forme de energie consumate în Franța. Dacă Franța nu mai produce țiței decât marginal, cele treisprezece rafinării în funcțiune pe teritoriul țării permit satisfacerea a peste 90% din cererea națională. Grupul francez Total, care deține concesiuni în întreaga lume este a șasea companie mondială și a cincea din domeniu. Ponderea în consumul energetic a gazelor naturale a crescut din anii 1970, dar 97% din gaz este importat, în special din Rusia, Algeria și din Marea Nordului. În schimb, Franța produce mai multă energie electrică decât consumă, mai ales, datorită celor 59 de reactori nucleari (al doilea parc nuclear din lume după cel american), care, în 2008, produceau peste 76% din energia electrică a țării, dar al cărui impact asupra mediului este subiect de controverse. În ce privește sursele de energie regenerabilă, rolul lor în producția franceză de electricitate este în creștere și, în 2008, depășise 13%, datorită, în mare parte. energiei hidroelectrice.

#### Comerț și artizanat
Începând cu anii 1970, sectorul comerțului a fost bulversat de explozia marilor magazine de retail, care atrăgeau două treimi din cheltuielile alimentare în Franța, în 2008. Ca urmare, numeroase magazine mici au dispărut, deși în 2009 se constata o mică revenire a lor în zonele centrale ale orașelor, în special . Puterea deținută de câteva mari companii — Carrefour, de exemplu, este a doua companie mondială din sector — le permite acestora să impună, într-o oarecare măsură, prețul producătorilor, tinzând pe acea piață spre un monopson.
În ciuda concurenței întreprinderilor industriale, artizanatul a reușit să-și păstreze un loc important în economia franceză.

#### Turismul

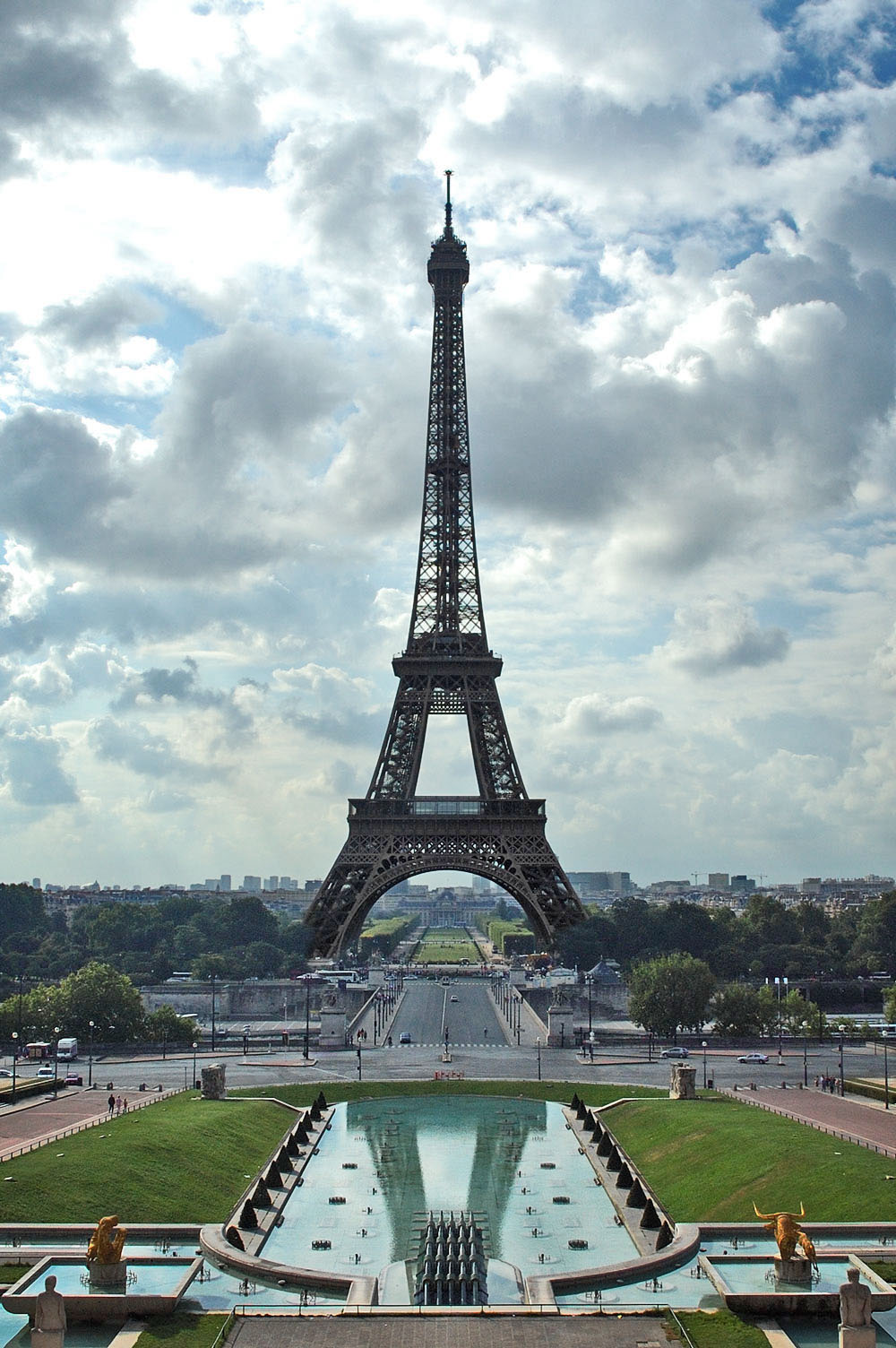
Turnul Eiffel din Paris, monumentul cel mai vizitat din lume

Franța este țara cea mai vizitată din lume de turiști străini, cu peste 82 de milioane de vizite primite în 2007, dar numai a treia din lume după achizițiile de pachete turistice internaționale. Sectorul turistic reprezenta, în 2005, aproape 900.000 de angajați direcți, și cel puțin tot atâția angajați indirecți. Peste 1,3 miliarde de nopți de cazare au fost efectuate de turiști în Franța, în 2007, din care o parte în cele 3,178 milioane de case de vacanță din țară. Motivele acestui tip de turism sunt diverse: este vorba atât despre turismul cultural (îndreptat, în special, către Paris), cel balnear (în special pe Coasta de Azur), cel natural, turismul de afaceri (Parisul este principala destinație mondială pentru acest tip de turism), de recreere (Disneyland Paris este de departe cel mai frecventat parc de distracții din Europa) și de practicarea sporturilor de iarnă (în special, în Alpii de Nord⁠(fr)[traduceți]). Atracțiile turistice cele mai vizitate sunt, în marea lor majoritate, situate în Île-de-France (Disneyland Paris, Muzeul Luvru, Turnul Eiffel, Palatul de la Versailles ); dar și câteva obiective din provincie atrag și ele numeroși turiști, cum ar fi castelele din Valea Loarei, mont Saint-Michel, Rocamadour, Castelul Haut-Kœnigsbourg⁠(fr)[traduceți], muzeul Unterlinden⁠(fr)[traduceți] din Colmar, Centrul Pompidou-Metz⁠(fr)[traduceți] sau parcul Futuroscope⁠(fr)[traduceți]

#### Cercetare
Franța dedică o parte, în general, ridicată din PIB cercetării și dezvoltării⁠(fr)[traduceți] (2,02% în 2009), dar aceste cheltuieli sunt finanțate, mai ales, de sectorul public (41% în 2008) și sunt dedicate cercetării fundamentale mai mult decât în alte țări ale Uniunii Europene și a fortiori ale OECD. Dacă cercetarea franceză se află la originea a numeroase descoperiri și a fost răsplătită în numeroase rânduri, numărul de brevete deținute de întreprinderile franceze este relativ scăzut,, mai ales că relațiile între întreprinderile private și cercetarea publică sunt, adesea, considerate mediocre.
Mare parte din cercetători lucrează în centrele publice de cercetare, cum ar fi CNRS (Centre national de la recherche scientifique). Începând cu 2002, majoritatea acestor centre de cercetare sunt organizate în colaborare cu universitățile și companiile, pentru a forma poli de competitivitate (71 în 2007).

#### Finanțe și asigurări
Sectorul bancar francez este caracterizat de multă vreme printr-o slabă concentrare, prin ferma reglementare și prin ponderea importantă a sectorului public, dar această situație s-a schimbat în anii 1990 și în anii 2000. Băncile franceze BNP Paribas, Société générale și Crédit agricole se plasează pe locurile al patrulea, al nouălea, respectiv al zecelea în lume, în 2009, în sectorul lor de activitate. Sectorul asigurărilor ocupă și el un loc important în economia franceză, Axa fiind cea mai mare companie de asigurări din Europa.
Bursa din Paris, filială a Euronext din 2000, este piața oficială de valori mobiliare din Franța. Indicele CAC 40, care regrupează cursurile a 40 de acțiuni dintre cele mai tranzacționate, reprezintă o capitalizare totală de peste 1.000 de miliarde de euro la sfârșitul anului 2009.

### Locul Franței în economia mondială
În 2009, Franța era a cincea putere economică mondială după PIB nominal sau a noua în termenii parității puterii de cumpărare. Ea este pe locul al patrulea în lume, în 2010, după numărul de întreprinderi clasate în primele 500 din lume.
Economia franceză este foarte deschisă, mai ales către partenerii europeni (65% din exporturile franceze). Această situație se leagă, parțial, de epuizarea sau de insuficiența resurselor miniere și energetice, care o obligă să importe, și de dimensiunile relativ reduse ale țării. Ea se explică, însă, și prin importanța exporturilor. Conform unui studiu efectuat de firma de audit KPMG și publicat în 2006, „Franța oferă, în general, costuri de implantare mai reduse ca marii săi vecini europeni, nu doar în energie, transporturi și pe piața imobiliară, dar și pe cea a forței de muncă.” Cu o cotă din piața mondială de circa 8%, Franța este al doilea exportator de produse agroalimentare realizate intern, datorită, în special, exporturilor de alcool.
Totuși, Comerțul exterior al Franței întâmpină și importante dificultăți. Din 2004, Franța cunoaște un deficit al balanței comerciale⁠(fr)[traduceți] din ce în ce mai crescut (−75,4 milliards de dolari în 2009), situație ce se explică parțial prin nivelul ridicat al monedei euro în raport cu dolarul. Între 1990 și 2006, cota din piața mondială deținută de Franța în ceea ce privește exporturile de mărfuri a scăzut de la 6,3 la 4,1%; Franța nu mai era, în 2009, decât al cincilea importator și al șaselea exportator mondial. Conform Eurostat, această scădere a comerțului exterior francez este cauzată, parțial, de o creștere a costurilor salariale pe oră.
La 13 ianuarie 2012, agenția de rating Standard & Poor's a anunțat scăderea ratingului Franței, care avea AAA, cea mai bună cotație. Acum, ea nu mai are decât AA+, cu perspectivă negativă. Agențiile similare Fitch și Moody's i-au păstrat, însă, cotația triplu A.

## Patrimoniul cultural

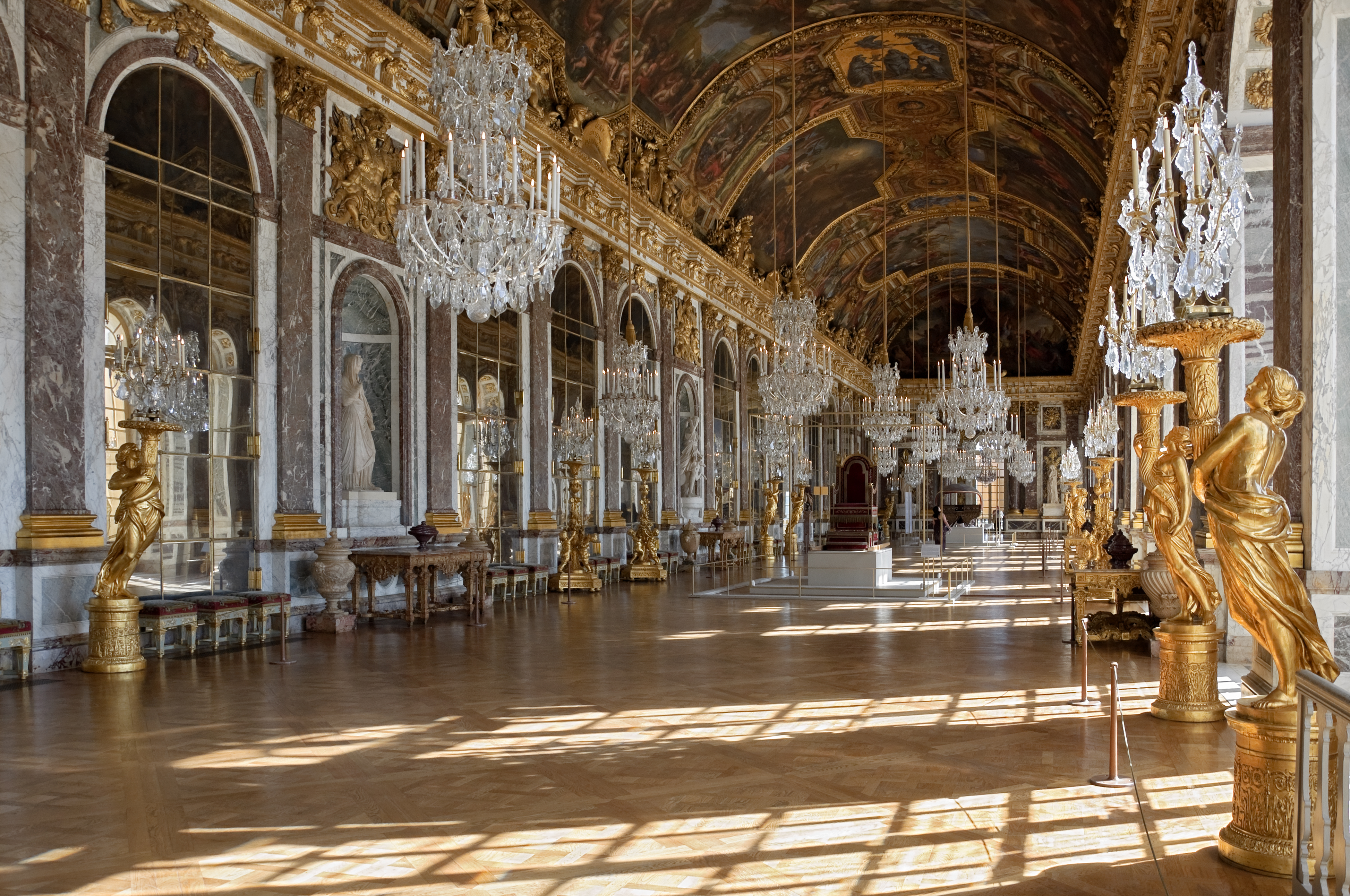
Sala Oglinzilor a Palatului de la Versailles, capodoperă a arhitecturii baroce din secolul al XVII-lea

### Patrimoniul arhitectural
Franța deține un patrimoniu arhitectural bogat, mărturie a unei lungi istorii și a întâlnirii mai multor curente diferite.

#### Incluse în patrimoniul mondial
Dintre cele 753 de bogății culturale clasificate în patrimoniul mondial de către UNESCO la 27 ianuarie 2012, 34 sunt din Franța, ea fiind a treia țară din lume după numărul de situri culturale de pe această reputată listă. Patrimoniul arhitectural francez clasificat în lista UNESCO include atât edificii culturale religioase (cum ar fi, de exemplu, Abația Fontenay⁠(fr)[traduceți]), cât și civile (castelele din Valea Loarei), industriale (Ocnele regale de la Arc-et-Senans⁠(fr)[traduceți]), militare (orașele fortificate⁠(fr)[traduceți] de Vauban) și urbane (piața Stanislas⁠(fr)[traduceți] din Nancy, centrul istoric al Strasbourgului). Ea conține exemple de arhitectură din toate epocile, de la arhitectura romană (Pont du Gard) până la cea postbelică (centrul orașului Le Havre⁠(fr)[traduceți]), trecând prin capodoperele arhitecturii romane (Biserica din Saint-Savin sur Gartempe), gotică (catedrala din Chartres) și clasică (canal du Midi).

#### Clădiri de interes istoric
Încă din 1840, în Franța, clădirile de interes istoric, arhitectural, patrimonial sau cultural pot fi înscrise sau clasificate de către stat ca monumente istorice, ca și anumite bunuri mobile (clopote), ceea ce le asigură o protecție juridică, precum și ajutoare privind restaurarea și întreținerea. La data de 31 decembrie 2008, în Franța existau 43.180 de monumente istorice înscrise sau clasificate. Franța a dat lumii arhitecți ce au contribuit la formarea patrimoniului arhitectural francez și european în toate epocile istoriei sale, cu figuri ca Pierre de Montreuil⁠(fr)[traduceți] în Evul Mediu, Lescot, Delorme⁠(fr)[traduceți] și Androuet du Cerceau⁠(fr)[traduceți] în Renaștere, Mansart, Le Vau, Hardouin-Mansart, Gabriel și Claude-Nicolas Ledoux⁠(fr)[traduceți] în perioadele clasică și neoclasică, Viollet-le-Duc, Garnier și Eiffel în secolul al XIX-lea și Le Corbusier și Perret⁠(fr)[traduceți] în epoca modernă.

### Patrimoniu artistic și evenimente culturale
Dacă producțiile artistice sunt atestate în spațiul corespunzător Franței actuale încă din preistorie, nu se poate vorbi despre o „artă franceză” înainte de debutul celui de al II-lea mileniu al erei noastre, în perioada când au început să se formeze statul și un poporul francez. Începând de atunci, artele franceze vor evolua, în mare parte, similar cu restul Europei de Vest, urmând cu o artă romană în secolele al XI-lea–al XII-lea și una gotică din secolele al XII-lea–al XV-lea; celebrarea puterii monarhiei franceze, a unui „spațiu privilegiat” (A. Chastel) și reprezentarea sacrului au făcut parte din temele predilecte ale unei arte, în principal, comandate de puterea politică sau religioasă. Renașterea și dezvoltarea clasicismului în secolul al XVII-lea și, apoi, a neoclasicismului în secolul al XVIII-lea sunt atât expresia unei căutări a ordinii, cât și a aparatului de influențe antice și italiene; tot în epoca modernă apar figuri individuale de artiști, cum ar fi pictorii Fouquet, Poussin, La Tour⁠(d), le Lorrain, Watteau, Boucher, Chardin, Fragonard, Greuze⁠(d), David, Gros și Ingres, sau sculptorii Goujon⁠(d), Girardon⁠(d), Coysevox⁠(d), Puget⁠(d) și Houdon⁠(d). În secolele al XIX-lea–al XX-lea, Franța a jucat un rol major în marile curente și revoluții artistice occidentale: romantismul (Delacroix) și Géricault), realismul (Courbet), impresionismul (Monet, Renoir, Manet, Degas) și neoimpresionismul (Seurat, Van Gogh, Cézanne, Gauguin), fauvismul (Matisse, Derain, Vlaminck), cubismul (Braque, Picasso, Léger) și chiar suprarealismul (Duchamp) numără printre reprezentanții lor artiști francezi sau care au creat în Franța. La rândul său, Auguste Rodin a revoluționat sculptura la sfârșitul secolului al XIX-lea.

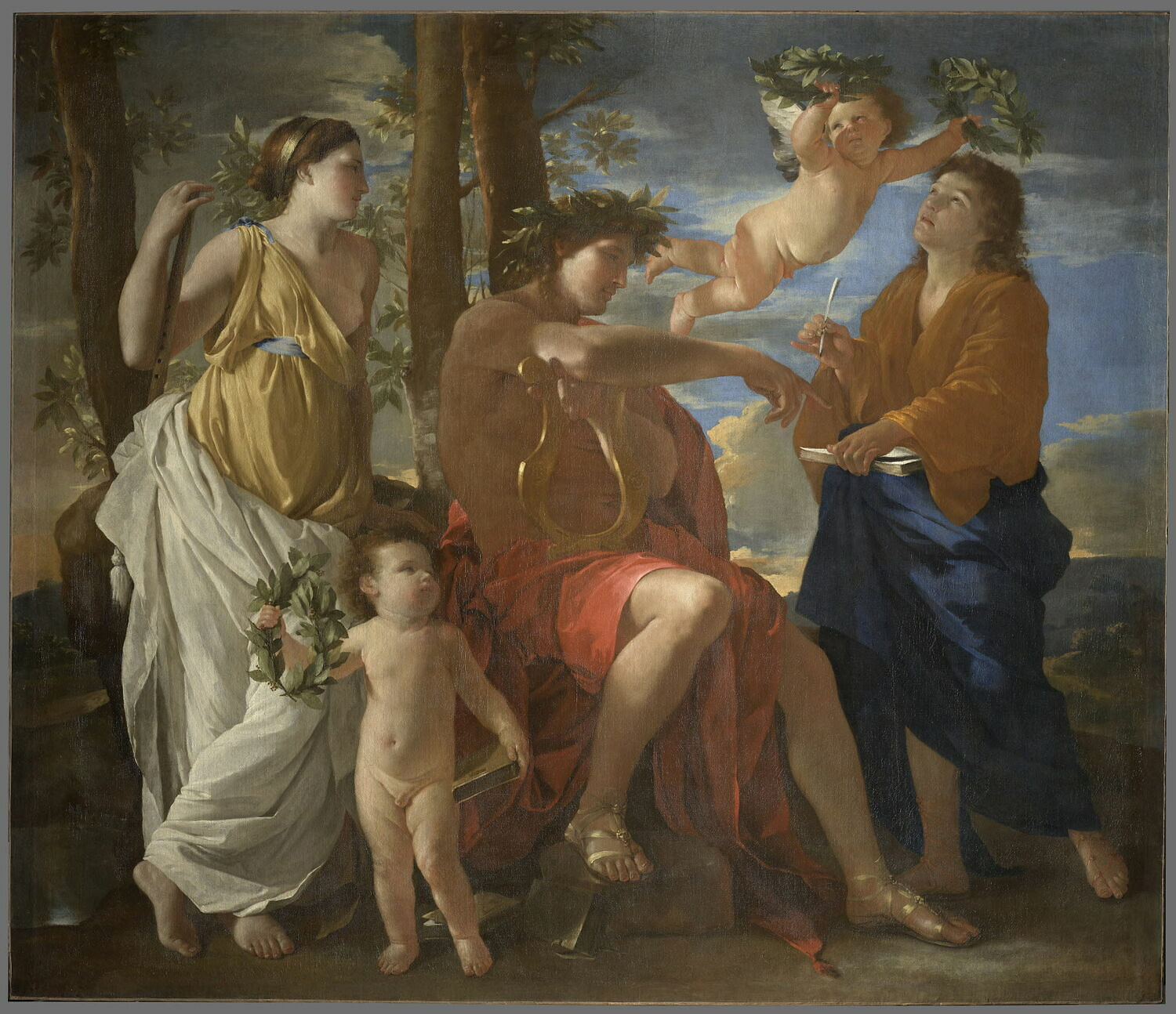
Nicolas Poussin, Inspirația poetului, c. 1629-1630, Muzeul Luvru, Paris
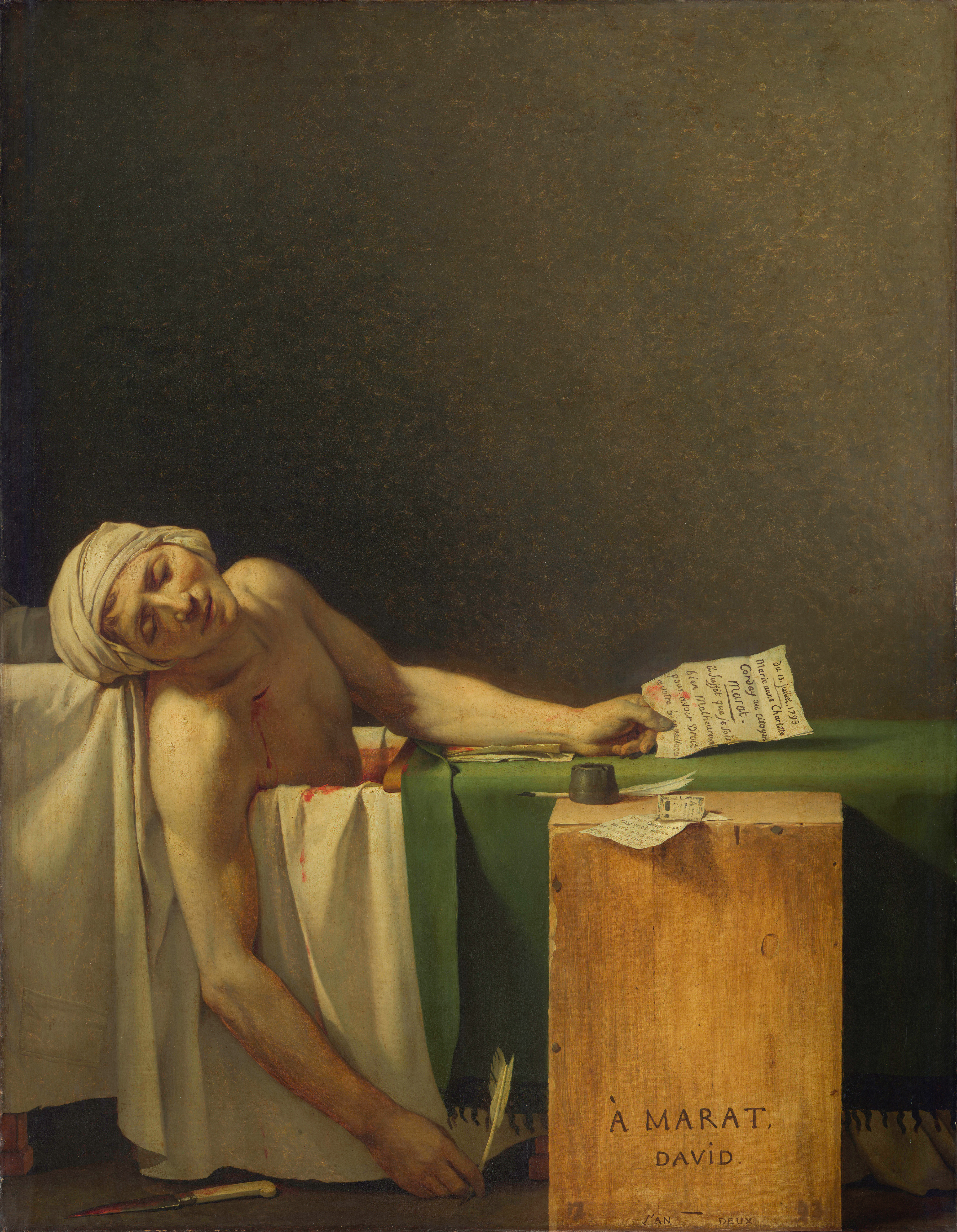
Jacques-Louis David, Moartea lui Marat, 1793, Muzeele Regale de Artă⁠(fr)[traduceți], Bruxelles
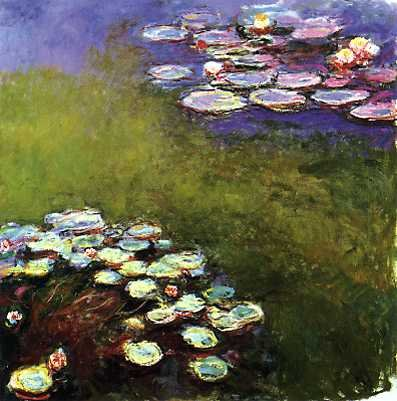
Claude Monet, Nuferi, 1916, Musée Marmottan⁠(fr)[traduceți], Paris
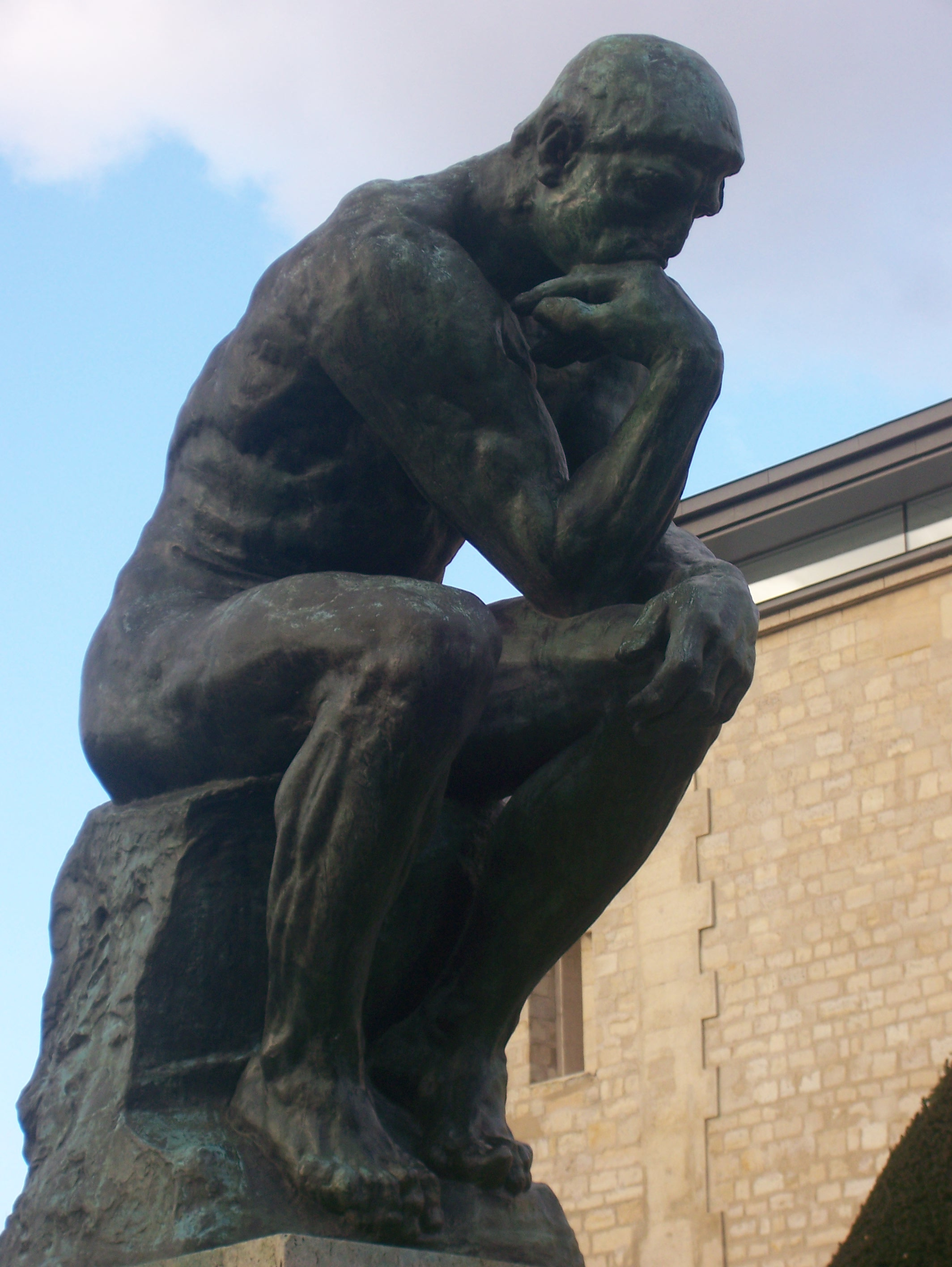
Auguste Rodin, Gânditorul, 1902, Musée Rodin⁠(fr)[traduceți], Paris

Spre deosebire de mai multe țări care au o singură figură de mare scriitor național, literatura franceză are numeroase figuri importante și renumite de valoare aproximativ echivalentă. Este dificil de alcătuit o listă, dar din Evul Mediu pot fi amintiți poeții Chrétien de Troyes și Villon; în secolul al XVI-lea, romancierul Rabelais, eseistul Montaigne și poeții Du Bellay și Ronsard care au marcat Renașterea. În secolul al XVII-lea, dramaturgii Corneille, Racine și Molière, poetul Boileau, fabulistul La Fontaine și neclasificabilul Pascal au menținut și au restabilit ordinea cu ajutorul rațiunii; în secolul al XVIII-lea, autorii luminilor Voltaire, Diderot și Rousseau, romancierii Prévost, Laclos și Sade și dramaturgii Marivaux și Beaumarchais au criticat societatea epocii, abordând subiecte până atunci interzise. În secolul al XIX-lea, romanul cunoaște un apogeu, cu Stendhal, Balzac, Hugo, Dumas, Flaubert și Zola, dar nici celelalte genuri nu au încetat, având ca reprezentanți pe memorialistul Chateaubriand și pe poeții Lamartine, Musset, Baudelaire, Vigny, Rimbaud și Mallarmé. În secolul al XX-lea, este și mai dificilă identificarea unor figuri majore; pot fi însă amintiți, printre alții, poeții Apollinaire, Éluard, Aragon, Char și Prévert, romancierii Proust, Gide, Céline, Sartre, Camus și Sarraute, dramaturgii Giraudoux, Cocteau, Beckett și Eugène Ionesco.
Împărțită în Evul Mediu între o artă religioasă inspirată din cântecul gregorian și cântecul profan al trubadurilor și menestrelilor, muzica franceză a atins un anume apogeu începând cu perioada clasică, cu compozitori ca Lully și Charpentier în secolul al XVII-lea, Rameau în secolul al XVIII-lea, Berlioz, Gounod și Bizet în secolul al XIX-lea, sau Debussy în secolul al XX-lea — mulți dintre acești artiști au compus opere. De la începutul secolului al XX-lea, muzica așa-numită „populară” a luat avânt, amestecând genuri specifice Franței (chanson-ul franțuzesc) până la genuri importate (rock și rap), și a făcut posibile vedete ca Claude François⁠(fr)[traduceți], Johnny Hallyday, Sheila⁠(fr)[traduceți], Michel Sardou⁠(fr)[traduceți] sau Jean-Jacques Goldman⁠(fr)[traduceți] care au vândut zeci de milioane de discuri.

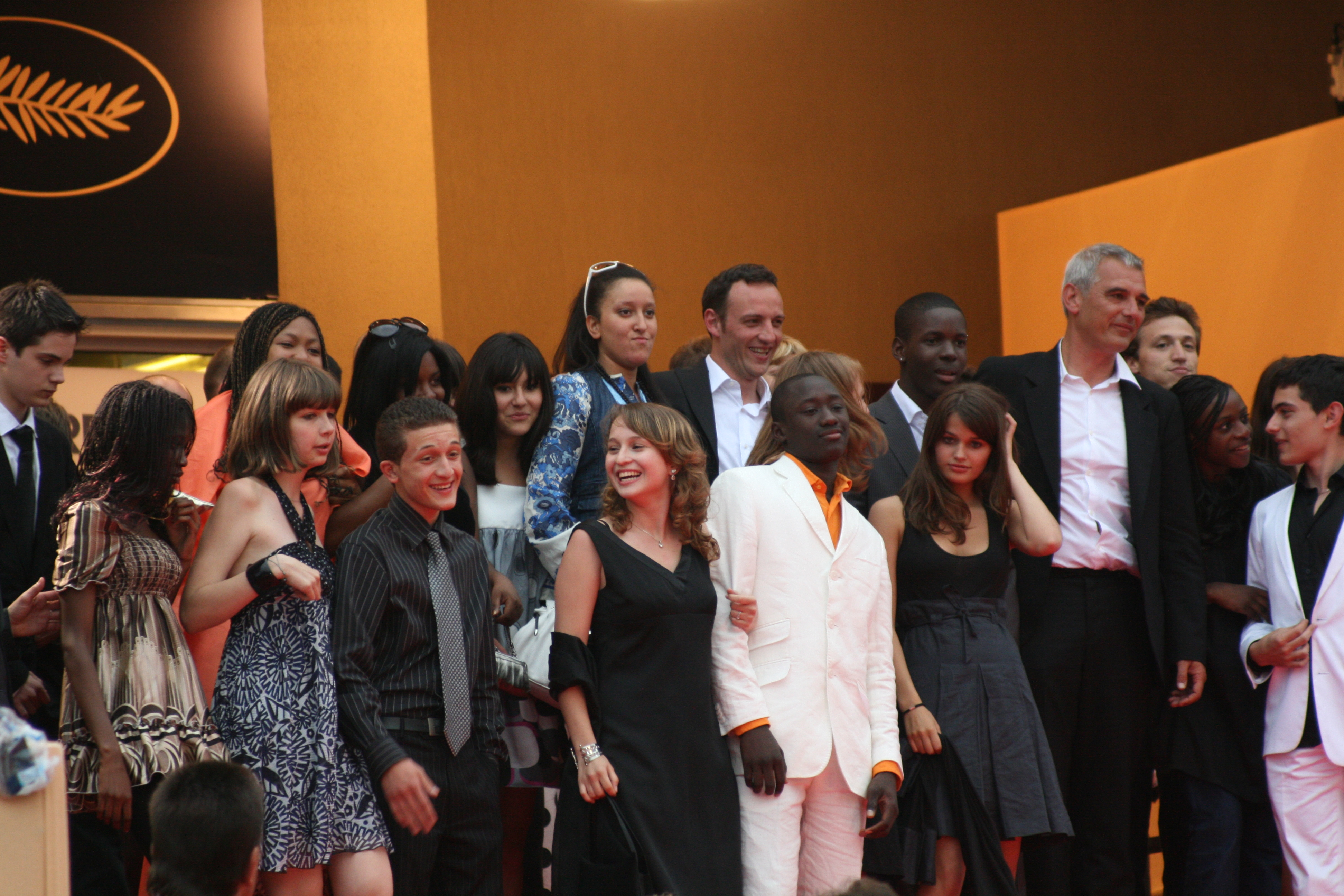
Fotografie a membrilor distribuției filmului francez fr, laureat al premiului palme d’or la Festivalul de Film de la Cannes 2008

Cinematografia, inventată în 1895, la Lyon de către frații Lumière, rămâne o importantă activitate în Franța, în ciuda concurenței hollywoodiene: în 2005, Franța era al șaselea producător mondial și primul producător european de filme de lung metraj. Cinematografia franceză s-a îndreptat, în special după anii 1980, către genul comediei și cinematografiei de autor, și a produs în anii 2000 câteva filme de succes mondial, cum ar fi Le Fabuleux destin d’Amélie Poulain sau La Marche de l’empereur⁠(fr)[traduceți]. Festivalul internațional de film, organizat anual la Cannes, este evenimentul cultural cel mai mediatizat din lume
Atașată principiului excepției culturale⁠(fr)[traduceți], Franța își protejează cultura, în special prin cotele obligatorii de filme franțuzești ce trebuie difuzate de posturile de televiziune și prin cele de muzică franceză ce trebuie difuzată la radio.

### Îndelungata tradiție științifică
Începând cu Evul Mediu, Franța a fost locul cunoașterii și al descoperirilor majore. Universitatea din Paris, înființată în 1200, a fost încă de la originea sa și până în epoca contemporană una dintre cele mai importante din Occident. La 1 septembrie 2010, 56 de francezi primiseră un premiu Nobel și unsprezece au obținut medalia Fields.
În secolul al XVII-lea, René Descartes a definit o metodă de obținere a cunoștințelor științifice, în timp ce Blaise Pascal a rămas celebru pentru activitatea sa în domeniul probabilității și al mecanicii fluidelor. Secolul al XVIII-lea a fost marcat de activitatea biologului Buffon și a chimistului Lavoisier, care a descoperit rolul oxigenului în ardere, în timp ce Diderot și D’Alembert au publicat Encyclopédie. În secolul al XIX-lea, Augustin Fresnel} a devenit fondatorul opticii moderne, Sadi Carnot a pus bazele termodinamicii, iar Louis Pasteur a fost un pionier al microbiologiei. În secolul al XX-lea, pot fi amintiți matematicianul și fizicianul Henri Poincaré, fizicienii Henri Becquerel, Pierre și Marie Curie, deveniți celebri pentru studiile lor în domeniul radioactivității, fizicianul Paul Langevin și virusologul Luc Montagnier, co-descoperitor al virusului HIV.

### Gastronomie

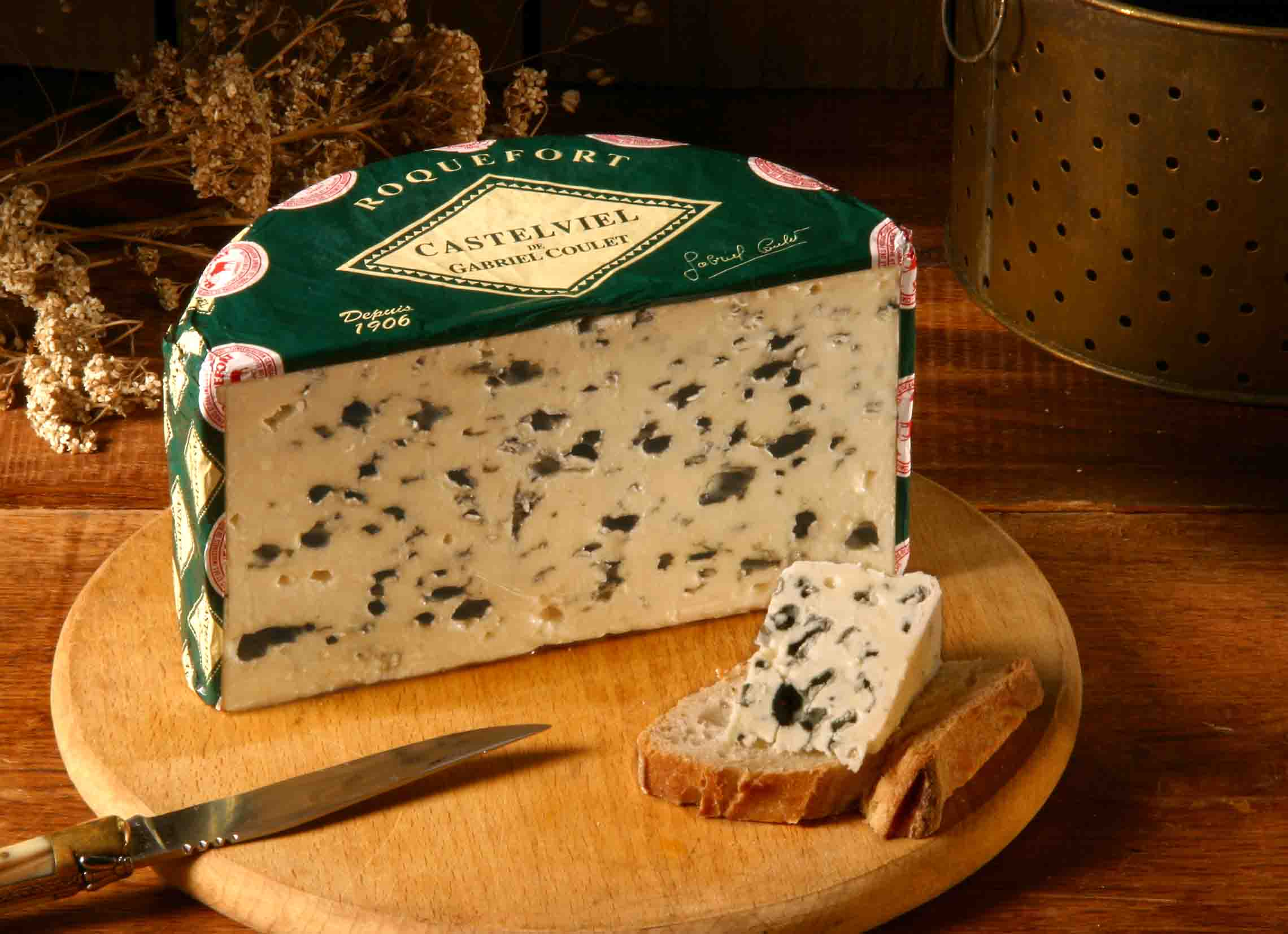
Felie de roquefort, una dintre brânzeturile franțuzești cele mai cunoscute.

Bucătăria franceză este renumită în special pentru produsele agricole de calitate: numeroase vinuri (șampania, vinul de Bordeaux sau cel de Burgundia⁠(fr)[traduceți] etc.) și brânzeturi (roquefort, camembert etc.), dar și datorită gastronomiei de înaltă calitate, practicată începând cu secolul al XVIII-lea. Totuși, bucătăria franceză este extrem de variată, și este formată, în esență, din specialități regionale renumite care au cucerit întreg teritoriul țării, cum ar fi varza acră⁠(fr)[traduceți] alsaciană, quiche-ul din Lorena⁠(fr)[traduceți], rilettes-ele⁠(fr)[traduceți] din Mans, vita burgundă⁠(fr)[traduceți], foie gras aquitan, cassoulet-ul din Languedoc, tapenade-ul⁠(fr)[traduceți] provensal sau quenelle-ele⁠(fr)[traduceți] lioneze. În plus, teritoriul țării este brăzdat de adevărate frontiere culinare, între un nord consumator de unt și hașmă și un sud consumator de ulei și usturoi, și între regiuni unde se folosesc roadele pământului (de exemplu, Périgord⁠(fr)[traduceți]) și altele în care bucătăria se centrează pe produsele marine (Provence). Aceste frontiere au însă tendința să dispară, datorită joncțiunii între modurile de viață și avântul pe care îl are o bucătărie mondializată.
„Masa gastronomică a francezilor” este înscrisă, din 16 noiembrie 2010, în lista patrimoniului mondial intangibil⁠(fr)[traduceți] a UNESCO.

### Alinierea culturală internațională
limba maternă
     limbă administrativă
     limbă culturală
     minorități francofone

Harta lumii francofone.
limba maternă
limbă administrativă
limbă culturală
minorități francofone

Începând cu Evul Mediu, Franța deține un rol decisiv în istoria artistică, culturală, intelectuală și politică a numeroase țări. În particular, multe dintre fostele ei colonii încă îi mai utilizează limba și au legislație, instituții politice și chiar sisteme fiscale similare. Politica culturală este un aspect major în politica externă franceză începând de la mijlocul secolului al XX-lea.
Influența culturală mondială a Franței trece, în primul rând, prin limba franceză, limbă a elitelor și a diplomației europene până la începutul secolului al XX-lea. Franța este a doua țară francofonă din lume, după Republica Democrată Congo. Franceza este o limbă vorbită de circa 220 de milioane de persoane din toată lumea, și este una dintre cele două limbi de lucru ale Organizației Națiunilor Unite și a agențiilor sale, dar și una dintre cele trei principale limbi de lucru ale Comisiei Europene și din cele ale Uniunii Africane. Franța este membru-fondator al Organizației Internaționale a Francofoniei, care grupa, în 2011 75 de țări și care promovează limba franceză, precum și valorile democratice și drepturile omului..
Prezența culturală a Franței în străinătate este întreținută nu numai prin reprezentanțe diplomatice, cât și printr-o rețea extinsă a Alianței Franceze și prin cele peste 400 de unități școlare franceze din străinătate. În plus, Franța se află la originea înființării unor instituții media de orientare internațională, cum ar fi postul de radio RFI sau lanțurile de televiziune TV5 Monde (comun în mai multe țări) și France 24.